# Плавання на літніх Олімпійських іграх 2020 — кваліфікація
У змаганнях з плавання на літніх Олімпійських іграх 2020 зможуть взяти участь 878 спортсменів у плаванні в басейні і ще 50 на відкритій воді, які боротимуться за 37 комплектів нагород.

## Правила кваліфікації
Кожен НОК може заявити щонайбільше два спортсмени в кожній дисципліні, але за умови, що обидва вони виконали олімпійський кваліфікаційний норматив (OQT). Один спортсмен від НОК може брати участь, якщо він виконав норматив олімпійського відбору (OST) або якщо не вибрано квоту в 878 спортсменів. МОК також може допустити до змагань, незалежно від часу (по одному на стать), якщо НОК не має плавців, які виконали нормативи (OQT і OST)  .
У кожній естафеті може взяти участь щонайбільше 16 команд, що кваліфікувались, а загалом збереться 112 естафетних команд. Кожен НОК може бути представлений тільки однією командною. Перші дванадцять команд в кожній естафеті на чемпіонаті світу 2019 року одержали квоти на Олімпійські ігри, тоді як решта чотири місця на естафету одержали найшвидші збірні на підставі світового рейтингу FINA станом на 31 травня 2020 року  .
По закінченні кваліфікаційного періоду, FINA проаналізує кількість спортсменів, які виконали OQT і кількість плавців, що виступатимуть тільки в естафетах, перш ніж запрошувати спортсменів для того, щоб виконати загальну квоту 878 плавців. Крім того, місця OST будуть розподілятися за дисциплінами відповідно до місця в світовому рейтингу FINA протягом встановленого терміну (до 6 липня 2020 року).
Кваліфікаційні нормативи мають бути виконані на чемпіонаті світу, континентальних чемпіонатах, континентальних кваліфікаційних змаганнях, національних чемпіонатах і випробуваннях або міжнародних змаганнях, затверджених ФІНА в період з 1 березня 2019 року до 29 червня 2020 року  .
FINA  встановила такі кваліфікаційні стандарти :
| Чоловічі дисципліни   | Чоловічі дисципліни | Чоловічі дисципліни | Жіночі дисципліни     | Жіночі дисципліни | Жіночі дисципліни |
| Дисципліна            | OQT                 | OST                 | Дисципліна            | OQT               | OST               |
| --------------------- | ------------------- | ------------------- | --------------------- | ----------------- | ----------------- |
| 50 м вільним стилем   | 22.01               | 22.67               | 50 м вільним стилем   | 24.77             | 25.51             |
| 100 м вільним стилем  | 48.57               | 50.03               | 100 м вільним стилем  | 54.38             | 56.01             |
| 200 м вільним стилем  | 1:47.02             | 1:50.23             | 200 м вільним стилем  | 1:57.28           | 2:00.80           |
| 400 м вільним стилем  | 3:46.78             | 3:53.58             | 400 м вільним стилем  | 4:07.90           | 4:15.34           |
| 800 м вільним стилем  | 7:54.31             | 8:08.54             | 800 м вільним стилем  | 8:33.36           | 8:48.76           |
| 1500 м вільним стилем | 15:00.99            | 15:28.02            | 1500 м вільним стилем | 16:32.04          | 17:01.80          |
| 100 м на спині        | 53.85               | 55.47               | 100 м на спині        | 1:00.25           | 1:02.06           |
| 200 м на спині        | 1:57.50             | 2:01.03             | 200 м на спині        | 2:10.39           | 2:14.30           |
| 100 м брасом          | 59.93               | 1:01.73             | 100 м брасом          | 1:07.07           | 1:09.08           |
| 200 м брасом          | 2:10.35             | 2:14.26             | 200 м брасом          | 2:25.52           | 2:29.89           |
| 100 м батерфляєм      | 51.96               | 53.52               | 100 м батерфляєм      | 57.92             | 59.66             |
| 200 м батерфляєм      | 1:56.48             | 1:59.97             | 200 м батерфляєм      | 2:08.43           | 2:12.28           |
| 200 м комплексом      | 1:59.67             | 2:03.26             | 200 м комплексом      | 2:12.56           | 2:16.54           |
| 400 м комплексом      | 4:15.84             | 4:21.46             | 400 м комплексом      | 4:38.53           | 4:46.89           |

## Індивідуальні дисципліни
Олімпійські квоти не є іменними. Кожен НОК самостійно вибирає спортсмена, який візьме участь в літніх Олімпійських іграх 2020 року.

### індивідуальні чоловічі дисципліни

#### 50 метрів вільним стилем (чоловіки)
| Кваліфікаційний стандарт                      | К-ть спортсменів      | НОК                                  | Спортсмени, що кваліфікувались |
| --------------------------------------------- | --------------------- | ------------------------------------ | ------------------------------ |
| Олімпійський кваліфікаційний норматив — 22.01 |                       |                                      |                                |
| 2                                             | Канада (CAN)          | Брент Гейден Джошуа Льєндо           |                                |
| 2                                             | Франція (FRA)         | Флоран Маноду Максім Груссе          |                                |
| 2                                             | Італія (ITA)          | Алессандро Мірессі Лоренцо Дзадзері  |                                |
| 2                                             | Нідерланди (NED)      | Том Де Бур Єссе Пютс                 |                                |
| 2                                             | Польща (POL)          | Конрад Черняк Павел Юрашек           |                                |
| 2                                             | Росія (RUS)           | Климент Колесников Володимир Морозов |                                |
| 2                                             | США (USA)             | Майкл Ендрю Кайлеб Дрессел           |                                |
| 1                                             | Алжир (ALG)           | Уссама Сануне                        |                                |
| 1                                             | Австралія (AUS)       | Кемерон Макевой                      |                                |
| 1                                             | Бразилія (BRA)        | Бруно Фратус                         |                                |
| 1                                             | Китай (CHN)           | Юй Хесінь                            |                                |
| 1                                             | Хорватія (CRO)        | Нікола Мілєнич                       |                                |
| 1                                             | Єгипет (EGY)          | Алі Халафалла                        |                                |
| 1                                             | Фінляндія (FIN)       | Арі-Пекка Люкконен                   |                                |
| 1                                             | Велика Британія (GBR) | Бенджамін Прауд                      |                                |
| 1                                             | Греція (GRE)          | Крістіан Голомєєв                    |                                |
| 1                                             | Гонконг (HKG)         | Іан Хо                               |                                |
| 1                                             | Угорщина (HUN)        | Максим Лобановський                  |                                |
| 1                                             | Ізраїль (ISR)         | Мейрон Черуті                        |                                |
| 1                                             | Мексика (MEX)         | Габріель Гастаньйо                   |                                |
| 1                                             | ПАР (RSA)             | Бред Тенді                           |                                |
| 1                                             | Швеція (SWE)          | Бйорн Селіґер                        |                                |
| 1                                             | Україна (UKR)         | Владислав Бухов                      |                                |
| 1                                             | Венесуела (VEN)       | Альберто Местре                      |                                |
| Норматив олімпійського відбору — 22.67        | 1                     | Аргентина (ARG)                      | Сантьяго Грассі[a]             |
| Норматив олімпійського відбору — 22.67        | 1                     | Австрія (AUT)                        | Гайко Ґіґлер                   |
| Норматив олімпійського відбору — 22.67        | 1                     | Боснія і Герцеговина (BIH)           | Емір Муратович[b]              |
| Норматив олімпійського відбору — 22.67        | 1                     | Кайманові Острови (CAY)              | Бретт Фрейзер[b]               |
| Норматив олімпійського відбору — 22.67        | 1                     | Філіппіни (PHI)                      | Люк Геббі[b]                   |
| Норматив олімпійського відбору — 22.67        | 1                     | Румунія (ROU)                        | Давід Попович[a]               |
| Норматив олімпійського відбору — 22.67        | 1                     | Сербія (SRB)                         | Андрей Барна[a]                |
| Норматив олімпійського відбору — 22.67        | 1                     | Південна Корея (KOR)                 | Хван Сун Ву[a]                 |
| Норматив олімпійського відбору — 22.67        | 1                     | Суринам (SUR)                        | Ренцо Тьйон-А-Джо[b]           |
| Норматив олімпійського відбору — 22.67        | 1                     | Уругвай (URU)                        | Енцо Мартінес[b]               |
| Запрошення                                    | 1                     | Афганістан (AFG)                     | Фахім Анварі                   |
| Запрошення                                    | 1                     | Вірменія (ARM)                       | Артур Барсегян[c]              |
| Запрошення                                    | 1                     | Бангладеш (BAN)                      | Мохаммед Аріфул Іслам          |
| Запрошення                                    | 1                     | Бенін (BEN)                          | Марк Дансу                     |
| Запрошення                                    | 1                     | Буркіна-Фасо (BUR)                   | Адама Оуедраого                |
| Запрошення                                    | 1                     | Камбоджа (CAM)                       | Хем Пуч                        |
| Запрошення                                    | 1                     | Камерун (CMR)                        | Чарлі Нджум                    |
| Запрошення                                    | 1                     | Кабо-Верде (CPV)                     | Трой Піна                      |
| Запрошення                                    | 1                     | Кіпр (CYP)                           | Ніколас Антоніу[c]             |
| Запрошення                                    | 1                     | Джибуті (DJI)                        | Хуссейн Габор Ібрагім          |
| Запрошення                                    | 1                     | Східний Тимор (TLS)                  | Хосе ді Сілва Вігас            |
| Запрошення                                    | 1                     | Екваторіальна Гвінея (GEQ)           | Діосдадо Міко Еянга            |
| Запрошення                                    | 1                     | Еритрея (ERI)                        | Гірмай Ефрем                   |
| Запрошення                                    | 1                     | Свазіленд (SWZ)                      | Сіманга Дламіні                |
| Запрошення                                    | 1                     | Габон (GAB)                          | Адам Мпалі                     |
| Запрошення                                    | 1                     | Гамбія (GAM)                         | Ебріма Буаро                   |
| Запрошення                                    | 0                     | Гвінея (GUI)                         | Мамаду Ба                      |
| Запрошення                                    | 1                     | Лаос (LAO)                           | Сантісук Інтхавонг             |
| Запрошення                                    | 1                     | Малаві (MAW)                         | Філіпе Гомес                   |
| Запрошення                                    | 1                     | Маршаллові Острови (MHL)             | Філліп Кіноно                  |
| Запрошення                                    | 1                     | Монголія (MGL)                       | М'ягмарин Делгерхюю            |
| Запрошення                                    | 1                     | Палау (PLW)                          | Шон Дінґіліус-Воллас           |
| Запрошення                                    | 1                     | Руанда (RWA)                         | Елой Іманірагуа                |
| Запрошення                                    | 1                     | Сент-Вінсент і Гренадини (VIN)       | Шейн Кадоґен                   |
| Запрошення                                    | 1                     | Сьєрра-Леоне (SLE)                   | Джошуа Вайз                    |
| Запрошення                                    | 1                     | Соломонові Острови (SOL)             | Едґар Іро                      |
| Запрошення                                    | 1                     | Таджикистан (TJK)                    | Олім Курбанов                  |
| Запрошення                                    | 1                     | Того (TOG)                           | Мавупемон Отогбе               |
| Запрошення                                    | 1                     | Замбія (ZAM)                         | Шакілл Муса                    |
| Invitational Places                           | 1                     | Збірна біженців (ROT)                | Алаа Масо                      |
| Загалом                                       | 67                    |                                      |                                |

#### 100 метрів вільним стилем (чоловіки)
| Кваліфікаційний стандарт                      | К-ть спортсменів | НОК                              | Спортсмени, що кваліфікувались    |
| --------------------------------------------- | ---------------- | -------------------------------- | --------------------------------- |
| Олімпійський кваліфікаційний норматив — 48.57 | 2                | Австралія (AUS)                  | Кайл Чалмерс Кемерон Макевой      |
| Олімпійський кваліфікаційний норматив — 48.57 | 2                | Бразилія (BRA)                   | Педро Спаярі Габріель Сантос      |
| Олімпійський кваліфікаційний норматив — 48.57 | 2                | Канада (CAN)                     | Юрі Кісіл Джошуа Льєндо           |
| Олімпійський кваліфікаційний норматив — 48.57 | 2                | Франція (FRA)                    | Максім Груссе Мегді Метелла       |
| Олімпійський кваліфікаційний норматив — 48.57 | 2                | Велика Британія (GBR)            | Метью Річардс Джекоб Віттл        |
| Олімпійський кваліфікаційний норматив — 48.57 | 2                | Угорщина (HUN)                   | Нандор Немет Себастьян Сабо       |
| Олімпійський кваліфікаційний норматив — 48.57 | 2                | Італія (ITA)                     | Томас Чеккон Алессандро Мірессі   |
| Олімпійський кваліфікаційний норматив — 48.57 | 2                | Росія (RUS)                      | Климент Колесников Андрій Мінаков |
| Олімпійський кваліфікаційний норматив — 48.57 | 2                | США (USA)                        | Зак Еппл Кайлеб Дрессел           |
| Олімпійський кваліфікаційний норматив — 48.57 | 1                | Алжир (ALG)                      | Уссама Сануне                     |
| Олімпійський кваліфікаційний норматив — 48.57 | 1                | Китай (CHN)                      | Хе Цзюньї                         |
| Олімпійський кваліфікаційний норматив — 48.57 | 1                | Німеччина (GER)                  | Даміан Вірлінг                    |
| Олімпійський кваліфікаційний норматив — 48.57 | 1                | Греція (GRE)                     | Апостолос Хрістоу                 |
| Олімпійський кваліфікаційний норматив — 48.57 | 1                | Японія (JPN)                     | Накамура Кацумі                   |
| Олімпійський кваліфікаційний норматив — 48.57 | 1                | Нідерланди (NED)                 | Стан Пейненбург                   |
| Олімпійський кваліфікаційний норматив — 48.57 | 1                | Румунія (ROU)                    | Давід Попович                     |
| Олімпійський кваліфікаційний норматив — 48.57 | 1                | Сербія (SRB)                     | Андрей Барна                      |
| Олімпійський кваліфікаційний норматив — 48.57 | 1                | Південна Корея (KOR)             | Хван Сун Ву                       |
| Олімпійський кваліфікаційний норматив — 48.57 | 1                | Швейцарія (SUI)                  | Роман Мітюков                     |
| Олімпійський кваліфікаційний норматив — 48.57 | 1                | Тринідад і Тобаго (TTO)          | Ділан Картер                      |
| Олімпійський кваліфікаційний норматив — 48.57 | 1                | Україна (UKR)                    | Сергій Шевцов                     |
| Норматив олімпійського відбору — 50.03        | 1                | Вірменія (ARM)                   | Артур Барсегян[b]                 |
| Норматив олімпійського відбору — 50.03        | 1                | Аруба (ARU)                      | Мікель Шройдерс[b]                |
| Норматив олімпійського відбору — 50.03        | 1                | Боснія і Герцеговина (BIH)       | Емір Муратович[b]                 |
| Норматив олімпійського відбору — 50.03        | 1                | Болгарія (BUL)                   | Йосіф Міладінов[a]                |
| Норматив олімпійського відбору — 50.03        | 1                | Хорватія (CRO)                   | Нікола Мілєнич[a]                 |
| Норматив олімпійського відбору — 50.03        | 1                | Кіпр (CYP)                       | Ніколас Антоніу[b]                |
| Норматив олімпійського відбору — 50.03        | 1                | Фінляндія (FIN)                  | Арі-Пекка Люкконен[a]             |
| Норматив олімпійського відбору — 50.03        | 1                | Гонконг (HKG)                    | Іан Хо[a]                         |
| Норматив олімпійського відбору — 50.03        | 1                | Ізраїль (ISR)                    | Мейрон Черуті[a]                  |
| Норматив олімпійського відбору — 50.03        | 1                | Парагвай (PAR)                   | Бен Хокін[b]                      |
| Норматив олімпійського відбору — 50.03        | 1                | Філіппіни (PHI)                  | Люк Геббі[b]                      |
| Норматив олімпійського відбору — 50.03        | 1                | Сінгапур (SIN)                   | Джозеф Скулінг[a]                 |
| Норматив олімпійського відбору — 50.03        | 1                | Суринам (SUR)                    | Ренцо Тьйон-А-Джо[b]              |
| Норматив олімпійського відбору — 50.03        | 1                | Венесуела (VEN)                  | Альберто Местре[a]                |
| Запрошення                                    | 1                | Албанія (ALB)                    | Кледі Кадіу                       |
| Запрошення                                    | 1                | Антигуа і Барбуда (ANT)          | Стефано Мітчелл                   |
| Запрошення                                    | 1                | Бутан (BHU)                      | Сангай Тензін                     |
| Запрошення                                    | 1                | Бурунді (BDI)                    | Беллі-Кресус Ганіра               |
| Запрошення                                    | 1                | Гренада (GRN)                    | Делрон Фелікс                     |
| Запрошення                                    | 1                | Гуам (GUM)                       | Джаггер Стефенз                   |
| Запрошення                                    | 1                | Гаяна (GUY)                      | Ендрю Фаулер                      |
| Запрошення                                    | 1                | Кенія (KEN)                      | Даніло Росафіо                    |
| Запрошення                                    | 1                | Косово (KOS)                     | Олт Кондіроллі                    |
| Запрошення                                    | 1                | Мальдіви (MDV)                   | Мубаль Ібрагім                    |
| Запрошення                                    | 1                | Мальта (MLT)                     | Ендрю Четкуті                     |
| Запрошення                                    | 1                | Маврикій (MRI)                   | Матьйо Марке                      |
| Запрошення                                    | 1                | Чорногорія (MNE)                 | Бошко Радулович                   |
| Запрошення                                    | 1                | Марокко (MAR)                    | Самі Бутуїль                      |
| Запрошення                                    | 1                | Непал (NEP)                      | Александер Шах                    |
| Запрошення                                    | 1                | Нікарагуа (NCA)                  | Мігель Мена                       |
| Запрошення                                    | 1                | Нігер (NIG)                      | Алассане Сейду                    |
| Запрошення                                    | 1                | Оман (OMA)                       | Ісса Аль-Адаві                    |
| Запрошення                                    | 1                | Пакистан (PAK)                   | Мухаммад Хасіб Тарік              |
| Запрошення                                    | 1                | Палестина (PLE)                  | Язан Аль-Бавваб                   |
| Запрошення                                    | 1                | Сент-Люсія (LCA)                 | Жан-Люк Зефір                     |
| Запрошення                                    | 1                | Соломонові Острови (SOL)         | Едґар Іро                         |
| Запрошення                                    | 1                | Шрі-Ланка (SRI)                  | Метью Абейсінгх                   |
| Запрошення                                    | 1                | Уганда (UGA)                     | Атухайре Амбала                   |
| Запрошення                                    | 1                | Об'єднані Арабські Емірати (UAE) | Юсуф Аль-Матруши                  |
| Запрошення                                    | 1                | Узбекистан (UZB)                 | Хуршиджон Турсунов                |
| Запрошення                                    | 1                | Ємен (YEM)                       | Мохтар Аль-Ямані[c]               |
| Запрошення                                    | 1                | Зімбабве (ZIM)                   | Петер Ветцлар                     |
| Загалом                                       | 72               |                                  |                                   |

#### 200 метрів вільним стилем (чоловіки)
| Кваліфікаційний стандарт                        | К-ть спортсменів | НОК                   | Спортсмени, що кваліфікувались |
| ----------------------------------------------- | ---------------- | --------------------- | ------------------------------ |
| Олімпійський кваліфікаційний норматив — 1:47.02 | 2                | Австралія (AUS)       | Томас Нілл Елайджа Віннінґтон  |
| Олімпійський кваліфікаційний норматив — 1:47.02 | 2                | Бразилія (BRA)        | Муріло Сарторі Фернандо Шеффер |
| Олімпійський кваліфікаційний норматив — 1:47.02 | 2                | Китай (CHN)           | Цзі Сіньцзє Ван Шунь           |
| Олімпійський кваліфікаційний норматив — 1:47.02 | 2                | Франція (FRA)         | Жонатан Атсу Жордан Потен      |
| Олімпійський кваліфікаційний норматив — 1:47.02 | 2                | Німеччина (GER)       | Якоб Хайдтманн Лукас Мертенс   |
| Олімпійський кваліфікаційний норматив — 1:47.02 | 2                | Велика Британія (GBR) | Том Дін Данкан Скотт           |
| Олімпійський кваліфікаційний норматив — 1:47.02 | 2                | Угорщина (HUN)        | Домінік Козма Нандор Немет     |
| Олімпійський кваліфікаційний норматив — 1:47.02 | 2                | Італія (ITA)          | Стефано Балло Стефано Ді Кола  |
| Олімпійський кваліфікаційний норматив — 1:47.02 | 2                | Росія (RUS)           | Іван Гірьов Мартин Малютін     |
| Олімпійський кваліфікаційний норматив — 1:47.02 | 2                | США (USA)             | Тавнлі Гаас Кіаран Сміт        |
| Олімпійський кваліфікаційний норматив — 1:47.02 | 1                | Австрія (AUT)         | Фелікс Аубек                   |
| Олімпійський кваліфікаційний норматив — 1:47.02 | 1                | Естонія (EST)         | Крегор Зірк                    |
| Олімпійський кваліфікаційний норматив — 1:47.02 | 1                | Ізраїль (ISR)         | Денис Локтєв                   |
| Олімпійський кваліфікаційний норматив — 1:47.02 | 1                | Японія (JPN)          | Мацумото Кацухіро              |
| Олімпійський кваліфікаційний норматив — 1:47.02 | 1                | Литва (LTU)           | Данас Рапшис                   |
| Олімпійський кваліфікаційний норматив — 1:47.02 | 1                | Сербія (SRB)          | Велімір Степанович             |
| Олімпійський кваліфікаційний норматив — 1:47.02 | 1                | Південна Корея (KOR)  | Хван Сун Ву                    |
| Олімпійський кваліфікаційний норматив — 1:47.02 | 1                | Швеція (SWE)          | Робін Гансон                   |
| Олімпійський кваліфікаційний норматив — 1:47.02 | 1                | Швейцарія (SUI)       | Антоніо Дьякович               |
| Норматив олімпійського відбору — 1:50.23        | 1                | Аруба (ARU)           | Мікель Шройдерс[b]             |
| Норматив олімпійського відбору — 1:50.23        | 1                | Барбадос (BAR)        | Алекс Соберс[b]                |
| Норматив олімпійського відбору — 1:50.23        | 1                | Острови Кука (COK)    | Веслі Робертс[b]               |
| Норматив олімпійського відбору — 1:50.23        | 1                | Греція (GRE)          | Дімітріос Маркос[a]            |
| Норматив олімпійського відбору — 1:50.23        | 1                | Індія (IND)           | Саджан Пракаш[a]               |
| Норматив олімпійського відбору — 1:50.23        | 1                | Малайзія (MAS)        | Велсон Сім[b]                  |
| Норматив олімпійського відбору — 1:50.23        | 1                | Молдова (MDA)         | Олексій Санков[b]              |
| Норматив олімпійського відбору — 1:50.23        | 1                | Перу (PER)            | Хоакін Варгас[b]               |
| Норматив олімпійського відбору — 1:50.23        | 1                | Румунія (ROU)         | Давід Попович[a]               |
| Норматив олімпійського відбору — 1:50.23        | 1                | Туреччина (TUR)       | Батуралп Унлю                  |
| Норматив олімпійського відбору — 1:50.23        | 1                | Ємен (YEM)            | Мохтар Аль-Ямані[b]            |
| Запрошення                                      | 1                | Ботсвана (BOT)        | Джеймс Фрімен[c]               |
| Запрошення                                      | 1                | Лівія (LBA)           | Одай Хассуна                   |
| Загалом                                         | 44               |                       |                                |

#### 400 метрів вільним стилем (чоловіки)
| Кваліфікаційний стандарт                        | К-ть спортсменів | НОК                      | Спортсмени, що кваліфікувались    |
| ----------------------------------------------- | ---------------- | ------------------------ | --------------------------------- |
| Олімпійський кваліфікаційний норматив — 3:46.78 | 2                | Австралія (AUS)          | Джек Маклафлін Елайджа Віннінґтон |
| Олімпійський кваліфікаційний норматив — 3:46.78 | 2                | Німеччина (GER)          | Лукас Мертенс Геннінґ Мюлайтнер   |
| Олімпійський кваліфікаційний норматив — 3:46.78 | 2                | Італія (ITA)             | Марко Де Тулліо Габріеле Детті    |
| Олімпійський кваліфікаційний норматив — 3:46.78 | 2                | Росія (RUS)              | Мартин Малютін Олександр Єгоров   |
| Олімпійський кваліфікаційний норматив — 3:46.78 | 2                | США (USA)                | Джейк Мітчелл Кіаран Сміт         |
| Олімпійський кваліфікаційний норматив — 3:46.78 | 1                | Австрія (AUT)            | Фелікс Аубек                      |
| Олімпійський кваліфікаційний норматив — 3:46.78 | 1                | Бразилія (BRA)           | Гільєрме Коста                    |
| Олімпійський кваліфікаційний норматив — 3:46.78 | 1                | Китай (CHN)              | Цзі Сіньцзє                       |
| Олімпійський кваліфікаційний норматив — 3:46.78 | 1                | Велика Британія (GBR)    | Кіран Берд                        |
| Олімпійський кваліфікаційний норматив — 3:46.78 | 1                | Угорщина (HUN)           | Габор Зомборі                     |
| Олімпійський кваліфікаційний норматив — 3:46.78 | 1                | Литва (LTU)              | Данас Рапшис                      |
| Олімпійський кваліфікаційний норматив — 3:46.78 | 1                | Швейцарія (SUI)          | Антоніо Дьякович                  |
| Олімпійський кваліфікаційний норматив — 3:46.78 | 1                | Туніс (TUN)              | Ахмед Аюб Хафнауї                 |
| Норматив олімпійського відбору — 3:53.58        | 1                | Барбадос (BAR)           | Алекс Соберс[b]                   |
| Норматив олімпійського відбору — 3:53.58        | 1                | Ботсвана (BOT)           | Джеймс Фрімен[b]                  |
| Норматив олімпійського відбору — 3:53.58        | 1                | Острови Кука (COK)       | Веслі Робертс[b]                  |
| Норматив олімпійського відбору — 3:53.58        | 1                | Естонія (EST)            | Крегор Зірк[a]                    |
| Норматив олімпійського відбору — 3:53.58        | 1                | Франція (FRA)            | Давід Обрі[a]                     |
| Норматив олімпійського відбору — 3:53.58        | 1                | Греція (GRE)             | Константінос Енглецакіс[a]        |
| Норматив олімпійського відбору — 3:53.58        | 1                | Індонезія (INA)          | Афлах Фадлан Правіра[b]           |
| Норматив олімпійського відбору — 3:53.58        | 1                | Ізраїль (ISR)            | Денис Локтєв[a]                   |
| Норматив олімпійського відбору — 3:53.58        | 1                | Малайзія (MAS)           | Велсон Сім[b]                     |
| Норматив олімпійського відбору — 3:53.58        | 1                | Нова Зеландія (NZL)      | Зак Рід[a]                        |
| Норматив олімпійського відбору — 3:53.58        | 1                | Норвегія (NOR)           | Генрік Крістіансен[a]             |
| Норматив олімпійського відбору — 3:53.58        | 1                | Перу (PER)               | Хоакін Варгас[b]                  |
| Норматив олімпійського відбору — 3:53.58        | 1                | Словенія (SLO)           | Мартін Бау[b]                     |
| Норматив олімпійського відбору — 3:53.58        | 1                | Південна Корея (KOR)     | Лі Хо Чун                         |
| Норматив олімпійського відбору — 3:53.58        | 1                | Венесуела (VEN)          | Альфонсо Местре[a]                |
| Запрошення                                      | 1                | Чилі (CHI)               | Едуардо Сістернас                 |
| Запрошення                                      | 1                | Грузія (GEO)             | Іраклій Ревішвілі                 |
| Запрошення                                      | 1                | Мозамбік (MOZ)           | Ігор Моньє                        |
| Запрошення                                      | 1                | Північна Македонія (MKD) | Філіп Деркоскі                    |
| Загалом                                         | 36               |                          |                                   |

#### 800 метрів вільним стилем (чоловіки)
| Кваліфікаційний стандарт                        | К-ть спортсменів | НОК                   | Спортсмени, що кваліфікувались           |
| ----------------------------------------------- | ---------------- | --------------------- | ---------------------------------------- |
| Олімпійський кваліфікаційний норматив — 7:54.31 | 2                | Данія (DEN)           | Антон Іпсен Александер Нерґор            |
| Олімпійський кваліфікаційний норматив — 7:54.31 | 2                | Греція (GRE)          | Дімітріос Маркос Константінос Енглецакіс |
| Олімпійський кваліфікаційний норматив — 7:54.31 | 2                | Італія (ITA)          | Габріеле Детті Грегоріо Пальтріньєрі     |
| Олімпійський кваліфікаційний норматив — 7:54.31 | 2                | Росія (RUS)           | Ілля Дружинін Олександр Єгоров           |
| Олімпійський кваліфікаційний норматив — 7:54.31 | 2                | Україна (UKR)         | Сергій Фролов Михайло Романчук           |
| Олімпійський кваліфікаційний норматив — 7:54.31 | 2                | США (USA)             | Майкл Брінеґар Роберт Фінк               |
| Олімпійський кваліфікаційний норматив — 7:54.31 | 1                | Австралія (AUS)       | Джек Маклафлін                           |
| Олімпійський кваліфікаційний норматив — 7:54.31 | 1                | Австрія (AUT)         | Фелікс Аубек                             |
| Олімпійський кваліфікаційний норматив — 7:54.31 | 1                | Бразилія (BRA)        | Гільєрме Коста                           |
| Олімпійський кваліфікаційний норматив — 7:54.31 | 1                | Китай (CHN)           | Чен Лун                                  |
| Олімпійський кваліфікаційний норматив — 7:54.31 | 1                | Чехія (CZE)           | Ян Міцка                                 |
| Олімпійський кваліфікаційний норматив — 7:54.31 | 1                | Єгипет (EGY)          | Марван Ель-Камаш                         |
| Олімпійський кваліфікаційний норматив — 7:54.31 | 1                | Франція (FRA)         | Давід Обрі                               |
| Олімпійський кваліфікаційний норматив — 7:54.31 | 1                | Німеччина (GER)       | Флоріан Веллброк                         |
| Олімпійський кваліфікаційний норматив — 7:54.31 | 1                | Велика Британія (GBR) | Кіран Берд                               |
| Олімпійський кваліфікаційний норматив — 7:54.31 | 1                | Ірландія (IRL)        | Денієл Віффен                            |
| Олімпійський кваліфікаційний норматив — 7:54.31 | 1                | Нова Зеландія (NZL)   | Зак Рід                                  |
| Олімпійський кваліфікаційний норматив — 7:54.31 | 1                | Норвегія (NOR)        | Генрік Крістіансен                       |
| Олімпійський кваліфікаційний норматив — 7:54.31 | 1                | Португалія (POR)      | Жозе Паулу Лопес                         |
| Олімпійський кваліфікаційний норматив — 7:54.31 | 1                | Сербія (SRB)          | Вук Челич                                |
| Олімпійський кваліфікаційний норматив — 7:54.31 | 1                | Туніс (TUN)           | Ахмед Аюб Хафнауї                        |
| Олімпійський кваліфікаційний норматив — 7:54.31 | 1                | Туреччина (TUR)       | Їгіт Аслан                               |
| Олімпійський кваліфікаційний норматив — 7:54.31 | 1                | Венесуела (VEN)       | Альфонсо Местре                          |
| Олімпійський кваліфікаційний норматив — 7:54.31 | 1                | В'єтнам (VIE)         | Нгуєн Хуй Хоанг                          |
| Норматив олімпійського відбору — 8:08.54        | 1                | Сальвадор (ESA)       | Марсело Акоста[b]                        |
| Норматив олімпійського відбору — 8:08.54        | 1                | Угорщина (HUN)        | Акош Кальмар[a]                          |
| Норматив олімпійського відбору — 8:08.54        | 1                | Словенія (SLO)        | Мартін Бау[b]                            |
| Норматив олімпійського відбору — 8:08.54        | 1                | Швеція (SWE)          | Віктор Юханссон                          |
| Загалом                                         | 34               |                       |                                          |

#### 1500 метрів вільним стилем (чоловіки)
| Кваліфікаційний стандарт                         | К-ть спортсменів      | НОК                                          | Спортсмени, що кваліфікувались |
| ------------------------------------------------ | --------------------- | -------------------------------------------- | ------------------------------ |
| Олімпійський кваліфікаційний норматив — 15:00.99 |                       |                                              |                                |
| 2                                                | Австралія (AUS)       | Джек Маклафлін Томас Нілл                    |                                |
| 2                                                | Данія (DEN)           | Антон Іпсен Александер Нерґор                |                                |
| 2                                                | Німеччина (GER)       | Лукас Мертенс Флоріан Веллброк               |                                |
| 2                                                | Угорщина (HUN)        | Гергелі Дьюрта Акош Кальмар                  |                                |
| 2                                                | Італія (ITA)          | Доменіко Ачеренца Грегоріо Пальтріньєрі      |                                |
| 2                                                | Росія (RUS)           | Мартиничев Кирило Іванович Aleksandr Yegorov |                                |
| 2                                                | Україна (UKR)         | Сергій Фролов Михайло Романчук               |                                |
| 2                                                | США (USA)             | Майкл Брінеґар Роберт Фінк                   |                                |
| 1                                                | Бразилія (BRA)        | Гільєрме Коста                               |                                |
| 1                                                | Чехія (CZE)           | Ян Міцка                                     |                                |
| 1                                                | Велика Британія (GBR) | Денієл Джервіс                               |                                |
| 1                                                | Норвегія (NOR)        | Генрік Крістіансен                           |                                |
| 1                                                | В'єтнам (VIE)         | Нгуєн Хуй Хоанг                              |                                |
| Норматив олімпійського відбору — 15:28.02        | 1                     | Австрія (AUT)                                | Фелікс Аубек[a]                |
| Норматив олімпійського відбору — 15:28.02        | 1                     | Китай (CHN)                                  | Чен Лун[a]                     |
| Норматив олімпійського відбору — 15:28.02        | 1                     | Сальвадор (ESA)                              | Марсело Акоста[b]              |
| Норматив олімпійського відбору — 15:28.02        | 1                     | Індонезія (INA)                              | Афлах Фадлан Правіра[b]        |
| Норматив олімпійського відбору — 15:28.02        | 1                     | Ірландія (IRL)                               | Денієл Віффен[a]               |
| Норматив олімпійського відбору — 15:28.02        | 1                     | Швеція (SWE)                                 | Віктор Юханссон                |
| Запрошення                                       | 1                     | Монако (MON)                                 | Тхео Друенне                   |
| Загалом                                          | 29                    |                                              |                                |

#### 100 метрів на спині (чоловіки)
| Кваліфікаційний стандарт                      | К-ть спортсменів | НОК                     | Спортсмени, що кваліфікувались      |
| --------------------------------------------- | ---------------- | ----------------------- | ----------------------------------- |
| Олімпійський кваліфікаційний норматив — 53.85 | 2                | Австралія (AUS)         | Айзек Купер Мітч Ларкін             |
| Олімпійський кваліфікаційний норматив — 53.85 | 2                | Бразилія (BRA)          | Гільєрме Бассето Гільєрме Гвідо     |
| Олімпійський кваліфікаційний норматив — 53.85 | 2                | Канада (CAN)            | Коул Пратт Маркус Тормеєр           |
| Олімпійський кваліфікаційний норматив — 53.85 | 2                | Франція (FRA)           | Йоанн Ндує-Бруар Мевен Томак        |
| Олімпійський кваліфікаційний норматив — 53.85 | 2                | Німеччина (GER)         | Оле Брауншвайґ Марек Ульріх         |
| Олімпійський кваліфікаційний норматив — 53.85 | 2                | Велика Британія (GBR)   | Люк Грінбенк Джо Літчфілд           |
| Олімпійський кваліфікаційний норматив — 53.85 | 2                | Угорщина (HUN)          | Річард Бохуш Адам Телегді           |
| Олімпійський кваліфікаційний норматив — 53.85 | 2                | Ізраїль (ISR)           | Міхаель Лайтаровський Яків Тумаркін |
| Олімпійський кваліфікаційний норматив — 53.85 | 2                | Італія (ITA)            | Томас Чеккон Сімоне Саббіоні        |
| Олімпійський кваліфікаційний норматив — 53.85 | 2                | Румунія (ROU)           | Роберт Глінце Даньєл Мартін         |
| Олімпійський кваліфікаційний норматив — 53.85 | 2                | Росія (RUS)             | Климент Колесников Євген Рилов      |
| Олімпійський кваліфікаційний норматив — 53.85 | 2                | США (USA)               | Гантер Армстронґ Раян Мерфі         |
| Олімпійський кваліфікаційний норматив — 53.85 | 1                | Австрія (AUT)           | Бернгард Райтсгаммер                |
| Олімпійський кваліфікаційний норматив — 53.85 | 1                | Білорусь (BLR)          | Микита Цмих                         |
| Олімпійський кваліфікаційний норматив — 53.85 | 1                | Китай (CHN)             | Сюй Цзяюй                           |
| Олімпійський кваліфікаційний норматив — 53.85 | 1                | Греція (GRE)            | Апостолос Хрістоу                   |
| Олімпійський кваліфікаційний норматив — 53.85 | 1                | Індія (IND)             | Сріхарі Натарадж                    |
| Олімпійський кваліфікаційний норматив — 53.85 | 1                | Ірландія (IRL)          | Шейн Раян                           |
| Олімпійський кваліфікаційний норматив — 53.85 | 1                | Японія (JPN)            | Рьосуке Іріє                        |
| Олімпійський кваліфікаційний норматив — 53.85 | 1                | Сінгапур (SGP)          | Ке Чженвень                         |
| Олімпійський кваліфікаційний норматив — 53.85 | 1                | ПАР (RSA)               | Пітер Кутзе                         |
| Олімпійський кваліфікаційний норматив — 53.85 | 1                | Південна Корея (KOR)    | Лі Чу Хо                            |
| Олімпійський кваліфікаційний норматив — 53.85 | 1                | Іспанія (ESP)           | Уго Гонсалес                        |
| Норматив олімпійського відбору — 55.47        | 1                | Болгарія (BUL)          | Калоян Левтеров[a]                  |
| Норматив олімпійського відбору — 55.47        | 1                | Чехія (CZE)             | Ян Чейка[a]                         |
| Норматив олімпійського відбору — 55.47        | 1                | Польща (POL)            | Кацпер Стоковський                  |
| Норматив олімпійського відбору — 55.47        | 1                | Португалія (POR)        | Франсіску Сантуш[a]                 |
| Норматив олімпійського відбору — 55.47        | 1                | Тринідад і Тобаго (TTO) | Ділан Картер[a]                     |
| Норматив олімпійського відбору — 55.47        | 1                | Туркменістан (TKM)      | Мердан Атаєв[b]                     |
| Запрошення                                    | 1                | Болівія (BOL)           | Габріель Кастільйо                  |
| Запрошення                                    | 1                | Мадагаскар (MAD)        | Герініаво Расолонджатово            |
| Загалом                                       | 41               |                         |                                     |

#### 200 метрів на спині (чоловіки)
| Кваліфікаційний стандарт                        | К-ть спортсменів | НОК                   | Спортсмени, що кваліфікувались  |
| ----------------------------------------------- | ---------------- | --------------------- | ------------------------------- |
| Олімпійський кваліфікаційний норматив — 1:57.50 | 2                | Франція (FRA)         | Йоанн Ндує-Бруар Мевен Томак    |
| Олімпійський кваліфікаційний норматив — 1:57.50 | 2                | Велика Британія (GBR) | Люк Грінбенк Броді Вільямс      |
| Олімпійський кваліфікаційний норматив — 1:57.50 | 2                | Японія (JPN)          | Рьосуке Іріє Сунама Кейта       |
| Олімпійський кваліфікаційний норматив — 1:57.50 | 2                | Польща (POL)          | Радослав Кавенцький Якуб Скєрка |
| Олімпійський кваліфікаційний норматив — 1:57.50 | 2                | Росія (RUS)           | Євген Рилов Григорій Тарасевич  |
| Олімпійський кваліфікаційний норматив — 1:57.50 | 2                | США (USA)             | Брайс Меффорд Раян Мерфі        |
| Олімпійський кваліфікаційний норматив — 1:57.50 | 1                | Австралія (AUS)       | Трістан Голлард                 |
| Олімпійський кваліфікаційний норматив — 1:57.50 | 1                | Болгарія (BUL)        | Калоян Левтеров                 |
| Олімпійський кваліфікаційний норматив — 1:57.50 | 1                | Канада (CAN)          | Маркус Тормеєр                  |
| Олімпійський кваліфікаційний норматив — 1:57.50 | 1                | Китай (CHN)           | Сюй Цзяюй                       |
| Олімпійський кваліфікаційний норматив — 1:57.50 | 1                | Чехія (CZE)           | Ян Чейка                        |
| Олімпійський кваліфікаційний норматив — 1:57.50 | 1                | Німеччина (GER)       | Крістіан Дінер                  |
| Олімпійський кваліфікаційний норматив — 1:57.50 | 1                | Угорщина (HUN)        | Адам Телегді                    |
| Олімпійський кваліфікаційний норматив — 1:57.50 | 1                | Італія (ITA)          | Маттео Рестіво                  |
| Олімпійський кваліфікаційний норматив — 1:57.50 | 1                | Португалія (POR)      | Франсіску Сантуш                |
| Олімпійський кваліфікаційний норматив — 1:57.50 | 1                | Південна Корея (KOR)  | Лі Чу Хо                        |
| Олімпійський кваліфікаційний норматив — 1:57.50 | 1                | Іспанія (ESP)         | Ніколас Гарсія                  |
| Олімпійський кваліфікаційний норматив — 1:57.50 | 1                | Швейцарія (SUI)       | Роман Мітюков                   |
| Олімпійський кваліфікаційний норматив — 1:57.50 | 1                | Туреччина (TUR)       | Берке Сака                      |
| Норматив олімпійського відбору — 2:01.03        | 1                | Ізраїль (ISR)         | Яків Тумаркін[a]                |
| Норматив олімпійського відбору — 2:01.03        | 1                | Румунія (ROU)         | Роберт Глінце[a]                |
| Норматив олімпійського відбору — 2:01.03        | 1                | ПАР (RSA)             | Мартін Бінеделл                 |
| Запрошення                                      | 1                | Туркменістан (TKM)    | Мердан Атаєв[c]                 |
| Загалом                                         | 29               |                       |                                 |

#### 100 метрів брасом (чоловіки)
| Кваліфікаційний стандарт                      | К-ть спортсменів | НОК                                   | Спортсмени, що кваліфікувались     |
| --------------------------------------------- | ---------------- | ------------------------------------- | ---------------------------------- |
| Олімпійський кваліфікаційний норматив — 59.93 | 2                | Австралія (AUS)                       | Зак Стабблеті-Кук Метью Вілсон     |
| Олімпійський кваліфікаційний норматив — 59.93 | 2                | Бразилія (BRA)                        | Феліпе Ліма Каю Пумпутіс           |
| Олімпійський кваліфікаційний норматив — 59.93 | 2                | Велика Британія (GBR)                 | Адам Піті Джеймс Вілбі             |
| Олімпійський кваліфікаційний норматив — 59.93 | 2                | Німеччина (GER)                       | Лукас Мацерат Фабіан Швінґеншлеґль |
| Олімпійський кваліфікаційний норматив — 59.93 | 2                | Італія (ITA)                          | Ніколо Мартіненьї Федеріко Поджо   |
| Олімпійський кваліфікаційний норматив — 59.93 | 2                | Японія (JPN)                          | Рюя Мура Сьома Сато                |
| Олімпійський кваліфікаційний норматив — 59.93 | 2                | Литва (LTU)                           | Андрюс Шідлаускас Гедрюс Тітяніс   |
| Олімпійський кваліфікаційний норматив — 59.93 | 2                | Нідерланди (NED)                      | Каспар Корбо Арно Каммінга         |
| Олімпійський кваліфікаційний норматив — 59.93 | 2                | Росія (RUS)                           | Антон Чупков Кирило Пригода        |
| Олімпійський кваліфікаційний норматив — 59.93 | 2                | Туреччина (TUR)                       | Беркай Омер Огретір Емре Сакчи     |
| Олімпійський кваліфікаційний норматив — 59.93 | 2                | США (USA)                             | Майкл Ендрю Ендрю Вілсон           |
| Олімпійський кваліфікаційний норматив — 59.93 | 1                | Австрія (AUT)                         | Бернгард Райтсгаммер               |
| Олімпійський кваліфікаційний норматив — 59.93 | 1                | Білорусь (BLR)                        | Іллі Шиманович                     |
| Олімпійський кваліфікаційний норматив — 59.93 | 1                | Китай (CHN)                           | Ян Цзібей                          |
| Олімпійський кваліфікаційний норматив — 59.93 | 1                | Данія (DEN)                           | Тобіас Б'єрґ                       |
| Олімпійський кваліфікаційний норматив — 59.93 | 1                | Франція (FRA)                         | Тео Бусьєр                         |
| Олімпійський кваліфікаційний норматив — 59.93 | 1                | Ірландія (IRL)                        | Дарра Ґрін                         |
| Олімпійський кваліфікаційний норматив — 59.93 | 1                | Казахстан (KAZ)                       | Дмитро Баландін                    |
| Олімпійський кваліфікаційний норматив — 59.93 | 1                | Киргизстан (KGZ)                      | Денис Петрашов                     |
| Олімпійський кваліфікаційний норматив — 59.93 | 1                | Сербія (SRB)                          | Чаба Сіладі                        |
| Олімпійський кваліфікаційний норматив — 59.93 | 1                | ПАР (RSA)                             | Міхал Гаулі                        |
| Олімпійський кваліфікаційний норматив — 59.93 | 1                | Південна Корея (KOR)                  | Чон Сон Че                         |
| Норматив олімпійського відбору — 1:01.73      | 1                | Багамські Острови (BAH)               | Ізаак Бастіан[b]                   |
| Норматив олімпійського відбору — 1:01.73      | 1                | Болгарія (BUL)                        | Любомир Єпітропов[a]               |
| Норматив олімпійського відбору — 1:01.73      | 1                | Канада (CAN)                          | Ґейб Мастроматтео                  |
| Норматив олімпійського відбору — 1:01.73      | 1                | Колумбія (COL)                        | Хорхе Мурільйо[b]                  |
| Норматив олімпійського відбору — 1:01.73      | 1                | Домініканська Республіка (DOM)        | Хосуе Домінгес[b]                  |
| Норматив олімпійського відбору — 1:01.73      | 1                | Фінляндія (FIN)                       | Матті Маттссон[a]                  |
| Норматив олімпійського відбору — 1:01.73      | 1                | Гондурас (HON)                        | Хуліо Оррего[b]                    |
| Норматив олімпійського відбору — 1:01.73      | 1                | Норвегія (NOR)                        | Андре Кліппенберґ Ґріндгейм        |
| Норматив олімпійського відбору — 1:01.73      | 1                | Швеція (SWE)                          | Ерік Перссон[a]                    |
| Норматив олімпійського відбору — 1:01.73      | 1                | Швейцарія (SUI)                       | Жеремі Депланш[a]                  |
| Запрошення                                    | 1                | Американське Самоа (ASA)              | Міка Масей                         |
| Запрошення                                    | 1                | Бруней (BRU)                          | Мухаммад Іса Ахмад                 |
| Запрошення                                    | 1                | Йорданія (JOR)                        | Амро Аль-Вір[c]                    |
| Запрошення                                    | 1                | Малі (MLI)                            | Себастьєн Коума                    |
| Запрошення                                    | 1                | Судан (SUD)                           | Абобакр Абасс                      |
| Запрошення                                    | 1                | Тонга (TGA)                           | Аміні Фонуа                        |
| Запрошення                                    | 1                | Американські Віргінські Острови (ISV) | Едріел Сейнс[c]                    |
| Загалом                                       | 50               |                                       |                                    |

#### 200 метрів брасом (чоловіки)
| Кваліфікаційний стандарт                        | К-ть спортсменів      | НОК                                   | Спортсмени, що кваліфікувались |
| ----------------------------------------------- | --------------------- | ------------------------------------- | ------------------------------ |
| Олімпійський кваліфікаційний норматив — 2:10.35 | 2                     | Австралія (AUS)                       | Зак Стабблеті-Кук Метью Вілсон |
| 2                                               | Велика Британія (GBR) | Росс Мердок Джеймс Вілбі              |                                |
| 2                                               | Японія (JPN)          | Рюя Мура Сьома Сато                   |                                |
| 2                                               | Нідерланди (NED)      | Каспар Корбо Арно Каммінга            |                                |
| 2                                               | Росія (RUS)           | Антон Чупков Кирило Пригода           |                                |
| 2                                               | США (USA)             | Нік Фінк Ендрю Вілсон                 |                                |
| 1                                               | Австрія (AUT)         | Крістофер Ротбауер                    |                                |
| 1                                               | Болгарія (BUL)        | Любомир Єпітропов                     |                                |
| 1                                               | Китай (CHN)           | Цінь Хайян                            |                                |
| 1                                               | Фінляндія (FIN)       | Матті Маттссон                        |                                |
| 1                                               | Франція (FRA)         | Антуан Вікера                         |                                |
| 1                                               | Німеччина (GER)       | Марко Кох                             |                                |
| 1                                               | Ісландія (ISL)        | Антон Свейн Маккі                     |                                |
| 1                                               | Ірландія (IRL)        | Дарра Ґрін                            |                                |
| 1                                               | Казахстан (KAZ)       | Дмитро Баландін                       |                                |
| 1                                               | Литва (LTU)           | Андрюс Шідлаускас                     |                                |
| 1                                               | Південна Корея (KOR)  | Чон Сон Че                            |                                |
| 1                                               | Швеція (SWE)          | Ерік Перссон                          |                                |
| 1                                               | Туреччина (TUR)       | Беркай Омер Огретір                   |                                |
| Норматив олімпійського відбору — 2:14.26        | 1                     | Колумбія (COL)                        | Хорхе Мурільйо[b]              |
| Норматив олімпійського відбору — 2:14.26        | 1                     | Естонія (EST)                         | Мартін Аллікві                 |
| Норматив олімпійського відбору — 2:14.26        | 1                     | Ізраїль (ISR)                         | Рон Полонський[a]              |
| Норматив олімпійського відбору — 2:14.26        | 1                     | Йорданія (JOR)                        | Амро Аль-Вір[b]                |
| Норматив олімпійського відбору — 2:14.26        | 1                     | Киргизстан (KGZ)                      | Денис Петрашов[a]              |
| Норматив олімпійського відбору — 2:14.26        | 1                     | Американські Віргінські Острови (ISV) | Едріел Сейнс[b]                |
| Запрошення                                      | 1                     | Багамські Острови (BAH)               | Ізаак Бастіан[c]               |
| Запрошення                                      | 1                     | Коста-Рика (CRC)                      | Арнольдо Еррера                |
| Запрошення                                      | 1                     | Домініканська Республіка (DOM)        | Хосуе Домінгес[c]              |
| Запрошення                                      | 1                     | Фіджі (FIJ)                           | Тайчі Вакасама                 |
| Запрошення                                      | 1                     | Гондурас (HON)                        | Хуліо Оррего[c]                |
| Запрошення                                      | 1                     | Латвія (LAT)                          | Даніїлс Бобровс                |
| Запрошення                                      | 1                     | Панама (PAN)                          | Тайлер Крістіансон[c]          |
| Запрошення                                      | 1                     | Папуа Нова Гвінея (PNG)               | Раян Маскелайн                 |
| Запрошення                                      | 1                     | Катар (QAT)                           | Абдулазіз Аль-Обайдлі          |
| Загалом                                         | 39                    |                                       |                                |

#### 100 метрів батерфляєм (чоловіки)
| Кваліфікаційний стандарт                      | К-ть спортсменів | НОК                     | Спортсмени, що кваліфікувались     |
| --------------------------------------------- | ---------------- | ----------------------- | ---------------------------------- |
| Олімпійський кваліфікаційний норматив — 51.96 | 2                | Австралія (AUS)         | Девід Морган Метью Темпл           |
| Олімпійський кваліфікаційний норматив — 51.96 | 2                | Бразилія (BRA)          | Матеус Гонше Вінісіус Ланса        |
| Олімпійський кваліфікаційний норматив — 51.96 | 2                | Болгарія (BUL)          | Антані Іванов Йосіф Міладінов      |
| Олімпійський кваліфікаційний норматив — 51.96 | 2                | Велика Британія (GBR)   | Джеймс Ґай Джейкоб Пітерс          |
| Олімпійський кваліфікаційний норматив — 51.96 | 2                | Угорщина (HUN)          | Кріштоф Мілак Себастьян Сабо       |
| Олімпійський кваліфікаційний норматив — 51.96 | 2                | Ізраїль (ISR)           | Томер Франкель Гал Коен Грумі      |
| Олімпійський кваліфікаційний норматив — 51.96 | 2                | Італія (ITA)            | Федеріко Бурдіссо Санто Кондореллі |
| Олімпійський кваліфікаційний норматив — 51.96 | 2                | Японія (JPN)            | Кавамото Такесі Мідзунума Наокі    |
| Олімпійський кваліфікаційний норматив — 51.96 | 2                | Польща (POL)            | Павел Коженьовський Якуб Маєрський |
| Олімпійський кваліфікаційний норматив — 51.96 | 2                | Росія (RUS)             | Андрій Мінаков Михайло Вековищев   |
| Олімпійський кваліфікаційний норматив — 51.96 | 2                | Сінгапур (SGP)          | Ке Чженвень Джозеф Скулінг         |
| Олімпійський кваліфікаційний норматив — 51.96 | 2                | ПАР (RSA)               | Чад ле Клос Метью Сейтс            |
| Олімпійський кваліфікаційний норматив — 51.96 | 2                | США (USA)               | Кайлеб Дрессел Том Шілдс           |
| Олімпійський кваліфікаційний норматив — 51.96 | 1                | Аргентина (ARG)         | Сантьяго Грассі                    |
| Олімпійський кваліфікаційний норматив — 51.96 | 1                | Австрія (AUT)           | Зімон Бухер                        |
| Олімпійський кваліфікаційний норматив — 51.96 | 1                | Білорусь (BLR)          | Євген Цуркін                       |
| Олімпійський кваліфікаційний норматив — 51.96 | 1                | Канада (CAN)            | Джошуа Льєндо                      |
| Олімпійський кваліфікаційний норматив — 51.96 | 1                | Китай (CHN)             | Сунь Цзяцзюнь                      |
| Олімпійський кваліфікаційний норматив — 51.96 | 1                | Чехія (CZE)             | Ян Шефль                           |
| Олімпійський кваліфікаційний норматив — 51.96 | 1                | Єгипет (EGY)            | Юссеф Рамадан                      |
| Олімпійський кваліфікаційний норматив — 51.96 | 1                | Франція (FRA)           | Мегді Метелла                      |
| Олімпійський кваліфікаційний норматив — 51.96 | 1                | Німеччина (GER)         | Маріус Кюш                         |
| Олімпійський кваліфікаційний норматив — 51.96 | 1                | Гватемала (GUA)         | Луїс Мартінес                      |
| Олімпійський кваліфікаційний норматив — 51.96 | 1                | Нідерланди (NED)        | Нілс Корстаньє                     |
| Олімпійський кваліфікаційний норматив — 51.96 | 1                | Швейцарія (SUI)         | Ное Понті                          |
| Олімпійський кваліфікаційний норматив — 51.96 | 1                | Туреччина (TUR)         | Умітджан Гюреш                     |
| Норматив олімпійського відбору — 53.52        | 1                | Бельгія (BEL)           | Луї Кроенен[a]                     |
| Норматив олімпійського відбору — 53.52        | 1                | Хорватія (CRO)          | Нікола Мілєнич[a]                  |
| Норматив олімпійського відбору — 53.52        | 1                | Естонія (EST)           | Крегор Зірк[a]                     |
| Норматив олімпійського відбору — 53.52        | 1                | Індія (IND)             | Саджан Пракаш[a]                   |
| Норматив олімпійського відбору — 53.52        | 1                | Ірландія (IRL)          | Шейн Раян[a]                       |
| Норматив олімпійського відбору — 53.52        | 1                | Кувейт (KUW)            | Аббас Калі[b]                      |
| Норматив олімпійського відбору — 53.52        | 1                | Норвегія (NOR)          | Томое Дзенімото Гвас[a]            |
| Норматив олімпійського відбору — 53.52        | 1                | Парагвай (PAR)          | Бен Хокін[b]                       |
| Норматив олімпійського відбору — 53.52        | 1                | Румунія (ROU)           | Даньєл Мартін[a]                   |
| Норматив олімпійського відбору — 53.52        | 1                | Південна Корея (KOR)    | Мун Син У[a]                       |
| Норматив олімпійського відбору — 53.52        | 1                | Китайський Тайбей (TPE) | Ван Гуань-Хун[a]                   |
| Норматив олімпійського відбору — 53.52        | 1                | Тринідад і Тобаго (TTO) | Ділан Картер[a]                    |
| Норматив олімпійського відбору — 53.52        | 1                | Україна (UKR)           | Ігор Трояновський[a]               |
| Запрошення                                    | 1                | Ангола (ANG)            | Сальвадор Гордо                    |
| Запрошення                                    | 1                | Бахрейн (BRN)           | Абдулла Ахмад                      |
| Запрошення                                    | 1                | Гана (GHA)              | Абейку Джексон                     |
| Запрошення                                    | 1                | Гаїті (HAI)             | Давідсон Вінсент                   |
| Запрошення                                    | 1                | Саудівська Аравія (KSA) | Юсіф Бу Аріш                       |
| Запрошення                                    | 1                | Сенегал (SEN)           | Стеван Емабл                       |
| Запрошення                                    | 1                | Таїланд (THA)           | Навафат Вонгчароен[c]              |
| Загалом                                       | 59               |                         |                                    |

#### 200 метрів батерфляєм (чоловіки)
| Кваліфікаційний стандарт                        | К-ть спортсменів | НОК                       | Спортсмени, що кваліфікувались     |
| ----------------------------------------------- | ---------------- | ------------------------- | ---------------------------------- |
| Олімпійський кваліфікаційний норматив — 1:56.48 | 2                | Австралія (AUS)           | Девід Морган Метью Темпл           |
| Олімпійський кваліфікаційний норматив — 1:56.48 | 2                | Угорщина (HUN)            | Тамаш Кендереші Кріштоф Мілак      |
| Олімпійський кваліфікаційний норматив — 1:56.48 | 2                | Італія (ITA)              | Федеріко Бурдіссо Джакомо Каріні   |
| Олімпійський кваліфікаційний норматив — 1:56.48 | 2                | Японія (JPN)              | Томору Хонда Сето Дайя             |
| Олімпійський кваліфікаційний норматив — 1:56.48 | 2                | Польща (POL)              | Кшиштоф Хмелевський Якуб Маєрський |
| Олімпійський кваліфікаційний норматив — 1:56.48 | 2                | ПАР (RSA)                 | Етан дю През Чад ле Клос           |
| Олімпійський кваліфікаційний норматив — 1:56.48 | 2                | Україна (UKR)             | Денис Кесіль Ігор Трояновський     |
| Олімпійський кваліфікаційний норматив — 1:56.48 | 2                | США (USA)                 | Гуннар Бенц Зак Гартінґ            |
| Олімпійський кваліфікаційний норматив — 1:56.48 | 1                | Бельгія (BEL)             | Луї Кроенен                        |
| Олімпійський кваліфікаційний норматив — 1:56.48 | 1                | Бразилія (BRA)            | Леонардо де Деус                   |
| Олімпійський кваліфікаційний норматив — 1:56.48 | 1                | Болгарія (BUL)            | Антані Іванов                      |
| Олімпійський кваліфікаційний норматив — 1:56.48 | 1                | Франція (FRA)             | Леон Маршан                        |
| Олімпійський кваліфікаційний норматив — 1:56.48 | 1                | Німеччина (GER)           | Давід Томасберґер                  |
| Олімпійський кваліфікаційний норматив — 1:56.48 | 1                | Індія (IND)               | Саджан Пракаш                      |
| Олімпійський кваліфікаційний норматив — 1:56.48 | 1                | Південна Корея (KOR)      | Мун Син У                          |
| Олімпійський кваліфікаційний норматив — 1:56.48 | 1                | Швейцарія (SUI)           | Ное Понті                          |
| Олімпійський кваліфікаційний норматив — 1:56.48 | 1                | Китайський Тайбей (TPE)   | Ван Гуань-Хун                      |
| Норматив олімпійського відбору — 1:59.97        | 1                | Куба (CUB)                | Луїс Вега Торрес[b]                |
| Норматив олімпійського відбору — 1:59.97        | 1                | Естонія (EST)             | Крегор Зірк[a]                     |
| Норматив олімпійського відбору — 1:59.97        | 1                | Ірландія (IRL)            | Брендан Гайланд                    |
| Норматив олімпійського відбору — 1:59.97        | 1                | Молдова (MDA)             | Олексій Санков[b]                  |
| Норматив олімпійського відбору — 1:59.97        | 1                | Норвегія (NOR)            | Томое Дзенімото Гвас[a]            |
| Норматив олімпійського відбору — 1:59.97        | 1                | Сінгапур (SGP)            | Ке Чженвень[a]                     |
| Норматив олімпійського відбору — 1:59.97        | 1                | Словаччина (SVK)          | Ріхард Надь[b]                     |
| Норматив олімпійського відбору — 1:59.97        | 1                | Таїланд (THA)             | Навафат Вонгчароен[b]              |
| Запрошення                                      | 1                | Іран (IRI)                | Матін Бальсіні                     |
| Запрошення                                      | 1                | Ямайка (JAM)              | Кінан Долс[c]                      |
| Запрошення                                      | 1                | Сейшельські Острови (SEY) | Сімон Бахманн                      |
| Запрошення                                      | 1                | Сирія (SYR)               | Айман Кельзі                       |
| Загалом                                         | 37               |                           |                                    |

#### 200 метрів комплексом (чоловіки)
| Кваліфікаційний стандарт                        | К-ть спортсменів | НОК                                | Спортсмени, що кваліфікувались       |
| ----------------------------------------------- | ---------------- | ---------------------------------- | ------------------------------------ |
| Олімпійський кваліфікаційний норматив — 1:59.67 | 2                | Австралія (AUS)                    | Мітч Ларкін Брендон Сміт             |
| Олімпійський кваліфікаційний норматив — 1:59.67 | 2                | Бразилія (BRA)                     | Каю Пумпутіс Вінісіус Ланса          |
| Олімпійський кваліфікаційний норматив — 1:59.67 | 2                | Китай (CHN)                        | Ван Шунь Цінь Хайян                  |
| Олімпійський кваліфікаційний норматив — 1:59.67 | 2                | Німеччина (GER)                    | Якоб Хайдтманн Філіп Хайнц           |
| Олімпійський кваліфікаційний норматив — 1:59.67 | 2                | Велика Британія (GBR)              | Джо Літчфілд Данкан Скотт            |
| Олімпійський кваліфікаційний норматив — 1:59.67 | 2                | Греція (GRE)                       | Апостолос Папастамос Андреас Вазайос |
| Олімпійський кваліфікаційний норматив — 1:59.67 | 2                | Угорщина (HUN)                     | Ласло Чех Хуберт Кош                 |
| Олімпійський кваліфікаційний норматив — 1:59.67 | 2                | Ізраїль (ISR)                      | Гал Коен Грумі Рон Полонський        |
| Олімпійський кваліфікаційний норматив — 1:59.67 | 2                | Японія (JPN)                       | Хаґіно Косуке Сето Дайя              |
| Олімпійський кваліфікаційний норматив — 1:59.67 | 2                | Португалія (POR)                   | Габріел Лопес Алексіс Сантуш         |
| Олімпійський кваліфікаційний норматив — 1:59.67 | 2                | Росія (RUS)                        | Ілля Бородін Андрій Жилкін           |
| Олімпійський кваліфікаційний норматив — 1:59.67 | 2                | США (USA)                          | Майкл Ендрю Чейз Каліш               |
| Олімпійський кваліфікаційний норматив — 1:59.67 | 1                | Австрія (AUT)                      | Бернгард Райтсгаммер                 |
| Олімпійський кваліфікаційний норматив — 1:59.67 | 1                | Канада (CAN)                       | Фінлай Нокс                          |
| Олімпійський кваліфікаційний норматив — 1:59.67 | 1                | Франція (FRA)                      | Леон Маршан                          |
| Олімпійський кваліфікаційний норматив — 1:59.67 | 1                | Італія (ITA)                       | Альберто Радзетті                    |
| Олімпійський кваліфікаційний норматив — 1:59.67 | 1                | Литва (LTU)                        | Данас Рапшис                         |
| Олімпійський кваліфікаційний норматив — 1:59.67 | 1                | Люксембург (LUX)                   | Рафаель Стаккіотті                   |
| Олімпійський кваліфікаційний норматив — 1:59.67 | 1                | Нова Зеландія (NZL)                | Льюїс Клербурт                       |
| Олімпійський кваліфікаційний норматив — 1:59.67 | 1                | Норвегія (NOR)                     | Томое Дзенімото Гвас                 |
| Олімпійський кваліфікаційний норматив — 1:59.67 | 1                | ПАР (RSA)                          | Метью Сейтс                          |
| Олімпійський кваліфікаційний норматив — 1:59.67 | 1                | Іспанія (ESP)                      | Уго Гонсалес                         |
| Олімпійський кваліфікаційний норматив — 1:59.67 | 1                | Швейцарія (SUI)                    | Жеремі Депланш                       |
| Олімпійський кваліфікаційний норматив — 1:59.67 | 1                | Китайський Тайбей (TPE)            | Ван Син Хао                          |
| Норматив олімпійського відбору — 2:03.26        | 1                | Еквадор (ECU)                      | Томас Перібоніо[b]                   |
| Норматив олімпійського відбору — 2:03.26        | 1                | Ямайка (JAM)                       | Кінан Долс[b]                        |
| Норматив олімпійського відбору — 2:03.26        | 1                | Ліхтенштейн (LIE)                  | Крістоф Маєр[b]                      |
| Норматив олімпійського відбору — 2:03.26        | 1                | Мексика (MEX)                      | Хосе Анхель Мартінес                 |
| Норматив олімпійського відбору — 2:03.26        | 1                | Нідерланди (NED)                   | Ар'ян Кніппінґ[a]                    |
| Норматив олімпійського відбору — 2:03.26        | 1                | Панама (PAN)                       | Тайлер Крістіансон[b]                |
| Норматив олімпійського відбору — 2:03.26        | 1                | Пуерто-Рико (PUR)                  | Джерод Арройо[b]                     |
| Запрошення                                      | 1                | Ліван (LBN)                        | Мунзер Каббара                       |
| Запрошення                                      | 1                | Федеративні Штати Мікронезії (FSM) | Тасі Лімтіако                        |
| Загалом                                         | 45               |                                    |                                      |

#### 400 метрів комплексом (чоловіки)
| Кваліфікаційний стандарт                        | К-ть спортсменів      | НОК                                     | Спортсмени, що кваліфікувались |
| ----------------------------------------------- | --------------------- | --------------------------------------- | ------------------------------ |
| Олімпійський кваліфікаційний норматив — 4:15.84 | 2                     | Австралія (AUS)                         | Брендон Сміт Се-Бом Лі         |
| 2                                               | Велика Британія (GBR) | Макс Літчфілд Броді Вільямс             |                                |
| 2                                               | Угорщина (HUN)        | Петер Бернек Давид Веррасто             |                                |
| 2                                               | Італія (ITA)          | П'єр Андреа Маттеацці Альберто Радзетті |                                |
| 2                                               | Японія (JPN)          | Ікарі Юкі Сето Дайя                     |                                |
| 2                                               | Росія (RUS)           | Ілля Бородін Максим Ступін              |                                |
| 2                                               | США (USA)             | Чейз Каліш Джей Літерланд               |                                |
| 1                                               | Азербайджан (AZE)     | Максим Шемберєв                         |                                |
| 1                                               | Китай (CHN)           | Ван Шунь                                |                                |
| 1                                               | Франція (FRA)         | Леон Маршан                             |                                |
| 1                                               | Німеччина (GER)       | Якоб Хайдтманн                          |                                |
| 1                                               | Греція (GRE)          | Апостолос Папастамос                    |                                |
| 1                                               | Нідерланди (NED)      | Ар'ян Кніппінґ                          |                                |
| 1                                               | Нова Зеландія (NZL)   | Льюїс Клербурт                          |                                |
| 1                                               | Іспанія (ESP)         | Хоан Льюїс Понс                         |                                |
| 1                                               | Швейцарія (SUI)       | Жеремі Депланш                          |                                |
| Норматив олімпійського відбору — 4:21.46        | 1                     | Еквадор (ECU)                           | Томас Перібоніо[b]             |
| Норматив олімпійського відбору — 4:21.46        | 1                     | Ізраїль (ISR)                           | Рон Полонський[a]              |
| Норматив олімпійського відбору — 4:21.46        | 1                     | Пуерто-Рико (PUR)                       | Джерод Арройо[b]               |
| Норматив олімпійського відбору — 4:21.46        | 1                     | Португалія (POR)                        | Жозе Паулу Лопес[a]            |
| Норматив олімпійського відбору — 4:21.46        | 1                     | Словаччина (SVK)                        | Ріхард Надь[b]                 |
| Норматив олімпійського відбору — 4:21.46        | 1                     | Китайський Тайбей (TPE)                 | Ван Син Хао[a]                 |
| Запрошення                                      | 1                     | Куба (CUB)                              | Луїс Вега Торрес[c]            |
| Запрошення                                      | 1                     | Ліхтенштейн (LIE)                       | Крістоф Маєр[c]                |
| Загалом                                         | 31                    |                                         |                                |

### індивідуальні жіночі дисципліни

#### 50 метрів вільним стилем (жінки)
| Кваліфікаційний стандарт                      | К-ть спортсменок | НОК                                    | Спортсменки, що кваліфікувались    |
| --------------------------------------------- | ---------------- | -------------------------------------- | ---------------------------------- |
| Олімпійський кваліфікаційний норматив — 24.77 | 2                | Австралія (AUS)                        | Кейт Кемпбелл Емма Маккеон         |
| Олімпійський кваліфікаційний норматив — 24.77 | 2                | Китай (CHN)                            | У Цінфен Чжан Юйфей                |
| Олімпійський кваліфікаційний норматив — 24.77 | 2                | Данія (DEN)                            | Пернілле Блуме Юліє Кепп Єнсен     |
| Олімпійський кваліфікаційний норматив — 24.77 | 2                | Франція (FRA)                          | Мелані Енік Марі Ваттель           |
| Олімпійський кваліфікаційний норматив — 24.77 | 2                | Нідерланди (NED)                       | Фемке Гемскерк Раномі Кромовідьойо |
| Олімпійський кваліфікаційний норматив — 24.77 | 2                | Росія (RUS)                            | Марія Камєнєва Аріна Суркова       |
| Олімпійський кваліфікаційний норматив — 24.77 | 2                | Швеція (SWE)                           | Мішель Колеман Сара Шестрем        |
| Олімпійський кваліфікаційний норматив — 24.77 | 2                | США (USA)                              | Сімоне Мануель Еббі Вейтцейл       |
| Олімпійський кваліфікаційний норматив — 24.77 | 1                | Бразилія (BRA)                         | Етьєн Медейрос                     |
| Олімпійський кваліфікаційний норматив — 24.77 | 1                | Канада (CAN)                           | Кайла Санчес                       |
| Олімпійський кваліфікаційний норматив — 24.77 | 1                | Чехія (CZE)                            | Барбора Сіманова                   |
| Олімпійський кваліфікаційний норматив — 24.77 | 1                | Велика Британія (GBR)                  | Анна Гопкін                        |
| Олімпійський кваліфікаційний норматив — 24.77 | 1                | Гонконг (HKG)                          | Шівон Хогі                         |
| Олімпійський кваліфікаційний норматив — 24.77 | 1                | Польща (POL)                           | Катажина Васік                     |
| Олімпійський кваліфікаційний норматив — 24.77 | 1                | ПАР (RSA)                              | Емма Челіус                        |
| Норматив олімпійського відбору — 25.51        | 1                | Алжир (ALG)                            | Амель Меліх[b]                     |
| Норматив олімпійського відбору — 25.51        | 1                | Колумбія (COL)                         | Ісабелла Арсілья[b]                |
| Норматив олімпійського відбору — 25.51        | 1                | Кіпр (CYP)                             | Калія Антоніу[b]                   |
| Норматив олімпійського відбору — 25.51        | 1                | Єгипет (EGY)                           | Фаріда Осман[a]                    |
| Норматив олімпійського відбору — 25.51        | 1                | Ірландія (IRL)                         | Деніелл Гілл[a]                    |
| Норматив олімпійського відбору — 25.51        | 1                | Ізраїль (ISR)                          | Андреа Мурез[a]                    |
| Норматив олімпійського відбору — 25.51        | 1                | Люксембург (LUX)                       | Жюлі Мейнен                        |
| Норматив олімпійського відбору — 25.51        | 1                | Румунія (ROU)                          | Б'янка Костя[b]                    |
| Норматив олімпійського відбору — 25.51        | 1                | Сінгапур (SGP)                         | Цюань Тін Вень[b]                  |
| Норматив олімпійського відбору — 25.51        | 1                | Іспанія (ESP)                          | Лідон Муньйос[a]                   |
| Норматив олімпійського відбору — 25.51        | 1                | Таїланд (THA)                          | Дженджира Срісаард[b]              |
| Норматив олімпійського відбору — 25.51        | 1                | Тринідад і Тобаго (TTO)                | Шерель Томпсон[b]                  |
| Норматив олімпійського відбору — 25.51        | 1                | Венесуела (VEN)                        | Хесерік Пінто[b]                   |
| Запрошення                                    | 1                | Албанія (ALB)                          | Ніколь Мерізай                     |
| Запрошення                                    | 1                | Антигуа і Барбуда (ANT)                | Саманта Робертс                    |
| Запрошення                                    | 1                | Аруба (ARU)                            | Еллісон Понсон                     |
| Запрошення                                    | 1                | Бахрейн (BRN)                          | Нур Таха                           |
| Запрошення                                    | 1                | Бангладеш (BAN)                        | Джунайна Ахмед                     |
| Запрошення                                    | 1                | Бенін (BEN)                            | Нафіссат Раджі                     |
| Запрошення                                    | 1                | Болівія (BOL)                          | Карен Торрес                       |
| Запрошення                                    | 1                | Британські Віргінські Острови (IVB)    | Еліна Філліп                       |
| Запрошення                                    | 1                | Бурунді (BDI)                          | Одріна Казе                        |
| Запрошення                                    | 1                | Буркіна-Фасо (BUR)                     | Адама Оуедраого                    |
| Запрошення                                    | 1                | Камбоджа (CAM)                         | Бунпічмокарат Хеун                 |
| Запрошення                                    | 1                | Камерун (CMR)                          | Нора Міланесі                      |
| Запрошення                                    | 1                | Центральноафриканська Республіка (CAF) | Хлоя Совурель                      |
| Запрошення                                    | 1                | Хорватія (CRO)                         | Ема Раїч[c]                        |
| Запрошення                                    | 1                | Східний Тимор (TLS)                    | Імелда Хіменес                     |
| Запрошення                                    | 1                | Еквадор (ECU)                          | Аніка Дельгадо[c]                  |
| Запрошення                                    | 1                | Екваторіальна Гвінея (GEQ)             | Ріта Екомба                        |
| Запрошення                                    | 1                | Свазіленд (SWZ)                        | Робін Янг                          |
| Запрошення                                    | 1                | Габон (GAB)                            | Ая Мпалі                           |
| Запрошення                                    | 1                | Гаяна (GUY)                            | Алека Персауд                      |
| Запрошення                                    | 1                | Йорданія (JOR)                         | Таліта Баклах                      |
| Запрошення                                    | 1                | Кувейт (KUW)                           | Лара Дашті                         |
| Запрошення                                    | 1                | Лаос (LAO)                             | Сірі Арун Будчарерн                |
| Запрошення                                    | 1                | Малаві (MAW)                           | Джессіка Маквенда                  |
| Запрошення                                    | 1                | Монголія (MGL)                         | Батбаярин Енххуслен                |
| Запрошення                                    | 1                | Мозамбік (MOZ)                         | Алісія Матеус                      |
| Запрошення                                    | 1                | Нігер (NIG)                            | Рукая Махамане                     |
| Запрошення                                    | 1                | Пакистан (PAK)                         | Бісма Хан                          |
| Запрошення                                    | 1                | Палау (PLW)                            | Осісанг Хілтон                     |
| Запрошення                                    | 1                | Палестина (PLE)                        | Данія Нур                          |
| Запрошення                                    | 1                | Папуа Нова Гвінея (PNG)                | Джудіт Меаурі                      |
| Запрошення                                    | 1                | Республіка Конго (CGO)                 | Беллор Сангала                     |
| Запрошення                                    | 1                | Катар (QAT)                            | Нада Аркаджі                       |
| Запрошення                                    | 1                | Руанда (RWA)                           | Альфонсіна Агахозо                 |
| Запрошення                                    | 1                | Сент-Люсія (LCA)                       | МікаЇлі Шарлемань                  |
| Запрошення                                    | 1                | Сент-Вінсент і Гренадини (VIN)         | Мія Де Фрейтас                     |
| Запрошення                                    | 1                | Сьєрра-Леоне (SLE)                     | Тіті Думбуя                        |
| Запрошення                                    | 1                | Судан (SUD)                            | Ханін Ібрагім                      |
| Запрошення                                    | 1                | Китайський Тайбей (TPE)                | Хуан Мей Цзянь                     |
| Запрошення                                    | 1                | Таджикистан (TJK)                      | Анастасія Тюріна                   |
| Запрошення                                    | 1                | Тонга (TGA)                            | Ноелані Малія Дай                  |
| Запрошення                                    | 1                | Замбія (ZAM)                           | Тілка Палджк                       |
| Загалом                                       | 75               |                                        |                                    |

#### 100 метрів вільним стилем (жінки)
| Кваліфікаційний стандарт                      | К-ть спортсменок | НОК                      | Спортсменки, що кваліфікувались    |
| --------------------------------------------- | ---------------- | ------------------------ | ---------------------------------- |
| Олімпійський кваліфікаційний норматив — 54.38 | 2                | Австралія (AUS)          | Кейт Кемпбелл Емма Маккеон         |
| Олімпійський кваліфікаційний норматив — 54.38 | 2                | Канада (CAN)             | Пенні Олексяк Кайла Санчес         |
| Олімпійський кваліфікаційний норматив — 54.38 | 2                | Китай (CHN)              | У Цінфен Ян Цзюньсюань             |
| Олімпійський кваліфікаційний норматив — 54.38 | 2                | Данія (DEN)              | Пернілле Блуме Сігне Бро           |
| Олімпійський кваліфікаційний норматив — 54.38 | 2                | Франція (FRA)            | Шарлотт Бонне Марі Ваттель         |
| Олімпійський кваліфікаційний норматив — 54.38 | 2                | Велика Британія (GBR)    | Фрея Андерсон Анна Гопкін          |
| Олімпійський кваліфікаційний норматив — 54.38 | 2                | Ізраїль (ISR)            | Анастасія Горбенко Андреа Мурез    |
| Олімпійський кваліфікаційний норматив — 54.38 | 2                | Нідерланди (NED)         | Фемке Гемскерк Раномі Кромовідьойо |
| Олімпійський кваліфікаційний норматив — 54.38 | 2                | Швеція (SWE)             | Мішель Колеман Сара Шестрем        |
| Олімпійський кваліфікаційний норматив — 54.38 | 2                | США (USA)                | Еріка Браун Еббі Вейтцейл          |
| Олімпійський кваліфікаційний норматив — 54.38 | 1                | Білорусь (BLR)           | Анастасія Шкурдай                  |
| Олімпійський кваліфікаційний норматив — 54.38 | 1                | Чехія (CZE)              | Барбора Сіманова                   |
| Олімпійський кваліфікаційний норматив — 54.38 | 1                | Німеччина (GER)          | Анніка Брун                        |
| Олімпійський кваліфікаційний норматив — 54.38 | 1                | Гонконг (HKG)            | Шівон Хогі                         |
| Олімпійський кваліфікаційний норматив — 54.38 | 1                | Італія (ITA)             | Федеріка Пеллегріні                |
| Олімпійський кваліфікаційний норматив — 54.38 | 1                | Польща (POL)             | Катажина Васік                     |
| Олімпійський кваліфікаційний норматив — 54.38 | 1                | Росія (RUS)              | Марія Камєнєва                     |
| Олімпійський кваліфікаційний норматив — 54.38 | 1                | Словенія (SLO)           | Яня Шегель                         |
| Олімпійський кваліфікаційний норматив — 54.38 | 1                | ПАР (RSA)                | Ерін Галлагер                      |
| Олімпійський кваліфікаційний норматив — 54.38 | 1                | Іспанія (ESP)            | Лідон Муньйос                      |
| Норматив олімпійського відбору — 56.01        | 1                | Кіпр (CYP)               | Калія Антоніу[b]                   |
| Норматив олімпійського відбору — 56.01        | 1                | Еквадор (ECU)            | Аніка Дельгадо[b]                  |
| Норматив олімпійського відбору — 56.01        | 1                | Фінляндія (FIN)          | Фанні Теййонсала[a]                |
| Норматив олімпійського відбору — 56.01        | 1                | Латвія (LAT)             | Ієва Малука[b]                     |
| Норматив олімпійського відбору — 56.01        | 1                | Люксембург (LUX)         | Жюлі Мейнен                        |
| Норматив олімпійського відбору — 56.01        | 1                | Пуерто-Рико (PUR)        | Міріам Шіген[b]                    |
| Норматив олімпійського відбору — 56.01        | 1                | Румунія (ROU)            | Б'янка Костя[b]                    |
| Норматив олімпійського відбору — 56.01        | 1                | Сінгапур (SGP)           | Цюань Тін Вень[b]                  |
| Норматив олімпійського відбору — 56.01        | 1                | Швейцарія (SUI)          | Марія Уголкова[a]                  |
| Запрошення                                    | 1                | Алжир (ALG)              | Амель Меліх[c]                     |
| Запрошення                                    | 1                | Ангола (ANG)             | Катаріна Соуза                     |
| Запрошення                                    | 1                | Вірменія (ARM)           | Варсенік Манучарян                 |
| Запрошення                                    | 1                | Кайманові Острови (CAY)  | Джилліан Крукс                     |
| Запрошення                                    | 1                | Грузія (GEO)             | Маріам Імнадзе                     |
| Запрошення                                    | 1                | Гуам (GUM)               | Мінері Гомес                       |
| Запрошення                                    | 1                | Ісландія (ISL)           | Снефрідур Йоруннардоттір[c]        |
| Запрошення                                    | 1                | Маршаллові Острови (MHL) | Коллін Фюрґесон                    |
| Запрошення                                    | 1                | Чорногорія (MNE)         | Андела Антунович                   |
| Запрошення                                    | 1                | Непал (NEP)              | Гауріка Сінгх                      |
| Запрошення                                    | 1                | Нікарагуа (NCA)          | Марія Вікторія Шутмайцер           |
| Запрошення                                    | 1                | Нігерія (NGR)            | Абіола Огунбанво                   |
| Запрошення                                    | 1                | Північна Македонія (MKD) | Мія Блажевська Емінова             |
| Запрошення                                    | 1                | Сенегал (SEN)            | Джинн Бутб'єн                      |
| Запрошення                                    | 1                | Таїланд (THA)            | Дженджира Срісаард[c]              |
| Загалом                                       | 53               |                          |                                    |

#### 200 метрів вільним стилем (жінки)
| Кваліфікаційний стандарт                        | К-ть спортсменок | НОК                     | Спортсменки, що кваліфікувались |
| ----------------------------------------------- | ---------------- | ----------------------- | ------------------------------- |
| Олімпійський кваліфікаційний норматив — 1:57.28 | 2                | Австралія (AUS)         | Аріарн Тітмус Медісон Вілсон    |
| Олімпійський кваліфікаційний норматив — 1:57.28 | 2                | Китай (CHN)             | Лі Бінцзє Ян Цзюньсюань         |
| Олімпійський кваліфікаційний норматив — 1:57.28 | 2                | Канада (CAN)            | Саммер Макінтош Пенні Олексяк   |
| Олімпійський кваліфікаційний норматив — 1:57.28 | 2                | Німеччина (GER)         | Анніка Брун Ізабель Марі Ґозе   |
| Олімпійський кваліфікаційний норматив — 1:57.28 | 2                | США (USA)               | Кейті Ледекі Еллісон Шмітт      |
| Олімпійський кваліфікаційний норматив — 1:57.28 | 1                | Чехія (CZE)             | Барбора Сіманова                |
| Олімпійський кваліфікаційний норматив — 1:57.28 | 1                | Франція (FRA)           | Шарлотт Бонне                   |
| Олімпійський кваліфікаційний норматив — 1:57.28 | 1                | Велика Британія (GBR)   | Фрея Андерсон                   |
| Олімпійський кваліфікаційний норматив — 1:57.28 | 1                | Гонконг (HKG)           | Шівон Хогі                      |
| Олімпійський кваліфікаційний норматив — 1:57.28 | 1                | Італія (ITA)            | Федеріка Пеллегріні             |
| Олімпійський кваліфікаційний норматив — 1:57.28 | 1                | Росія (RUS)             | Валерія Саламатіна              |
| Олімпійський кваліфікаційний норматив — 1:57.28 | 1                | Швеція (SWE)            | Сара Шестрем                    |
| Норматив олімпійського відбору — 2:00.80        | 1                | Багамські Острови (BAH) | Джоанна Еванс[a]                |
| Норматив олімпійського відбору — 2:00.80        | 1                | Куба (CUB)              | Елісбет Гамес[b]                |
| Норматив олімпійського відбору — 2:00.80        | 1                | Ісландія (ISL)          | Снефрідур Йоруннардоттір[b]     |
| Норматив олімпійського відбору — 2:00.80        | 1                | Ізраїль (ISR)           | Андреа Мурез[a]                 |
| Норматив олімпійського відбору — 2:00.80        | 1                | Ліхтенштейн (LIE)       | Юлія Гасслер[b]                 |
| Норматив олімпійського відбору — 2:00.80        | 1                | Нова Зеландія (NZL)     | Еріка Фейрветер[a]              |
| Норматив олімпійського відбору — 2:00.80        | 1                | Словенія (SLO)          | Яня Шегель[a]                   |
| Норматив олімпійського відбору — 2:00.80        | 1                | В'єтнам (VIE)           | Нгуєн Тхі Ань Вьєн[b]           |
| Запрошення                                      | 1                | Коста-Рика (CRC)        | Беатріс Падрон                  |
| Запрошення                                      | 1                | Гватемала (GUA)         | Габрієла Сантіс                 |
| Запрошення                                      | 1                | Латвія (LAT)            | Ієва Малука[c]                  |
| Запрошення                                      | 1                | Ліван (LBN)             | Габріелла Дуейхі                |
| Запрошення                                      | 1                | Марокко (MAR)           | Ліна Хіяра                      |
| Загалом                                         | 30               |                         |                                 |

#### 400 метрів вільним стилем (жінки)
| Кваліфікаційний стандарт                        | К-ть спортсменок | НОК                                   | Спортсменки, що кваліфікувались     |
| ----------------------------------------------- | ---------------- | ------------------------------------- | ----------------------------------- |
| Олімпійський кваліфікаційний норматив — 4:07.90 | 2                | Австралія (AUS)                       | Аріарн Тітмус Темзін Кук            |
| Олімпійський кваліфікаційний норматив — 4:07.90 | 2                | Китай (CHN)                           | Лі Бінцзє Тан Мухань                |
| Олімпійський кваліфікаційний норматив — 4:07.90 | 2                | Німеччина (GER)                       | Ізабель Марі Ґозе Леоні Кульманн    |
| Олімпійський кваліфікаційний норматив — 4:07.90 | 2                | Японія (JPN)                          | Вака Коборі Мію Намба               |
| Олімпійський кваліфікаційний норматив — 4:07.90 | 2                | Росія (RUS)                           | Анна Єгорова Анастасія Кирпичникова |
| Олімпійський кваліфікаційний норматив — 4:07.90 | 2                | Туреччина (TUR)                       | Беріл Бьоджеклер Мерве Тунджель     |
| Олімпійський кваліфікаційний норматив — 4:07.90 | 2                | США (USA)                             | Кейті Ледекі Пейдж Мадден           |
| Олімпійський кваліфікаційний норматив — 4:07.90 | 1                | Аргентина (ARG)                       | Дельфіна Піньятьєло                 |
| Олімпійський кваліфікаційний норматив — 4:07.90 | 1                | Багамські Острови (BAH)               | Джоанна Еванс                       |
| Олімпійський кваліфікаційний норматив — 4:07.90 | 1                | Канада (CAN)                          | Саммер Макінтош                     |
| Олімпійський кваліфікаційний норматив — 4:07.90 | 1                | Угорщина (HUN)                        | Айна Кешей                          |
| Олімпійський кваліфікаційний норматив — 4:07.90 | 1                | Італія (ITA)                          | Сімона Квадарелла                   |
| Олімпійський кваліфікаційний норматив — 4:07.90 | 1                | Нова Зеландія (NZL)                   | Еріка Фейрветер                     |
| Норматив олімпійського відбору — 4:15.34        | 1                | Австрія (AUT)                         | Марлене Калер[a]                    |
| Норматив олімпійського відбору — 4:15.34        | 1                | Куба (CUB)                            | Елісбет Гамес[b]                    |
| Норматив олімпійського відбору — 4:15.34        | 1                | Ліхтенштейн (LIE)                     | Юлія Гасслер[b]                     |
| Норматив олімпійського відбору — 4:15.34        | 1                | Південна Корея (KOR)                  | Хан Та Кьон[a]                      |
| Запрошення                                      | 1                | Кот-д'Івуар (CIV)                     | Таліта Те Флан                      |
| Запрошення                                      | 1                | Косово (KOS)                          | Еда Зекірі                          |
| Запрошення                                      | 1                | Мадагаскар (MAD)                      | Тіана Рабаріджаона                  |
| Запрошення                                      | 1                | Мальта (MLT)                          | Саша Гатт[c]                        |
| Запрошення                                      | 1                | Американські Віргінські Острови (ISV) | Наталія Куйперс                     |
| Загалом                                         | 29               |                                       |                                     |

#### 800 метрів вільним стилем (жінки)
| Кваліфікаційний стандарт                        | К-ть спортсменок | НОК                  | Спортсменки, що кваліфікувались        |
| ----------------------------------------------- | ---------------- | -------------------- | -------------------------------------- |
| Олімпійський кваліфікаційний норматив — 8:33.36 | 2                | Австралія (AUS)      | Аріарн Тітмус Кіа Мелвертон            |
| Олімпійський кваліфікаційний норматив — 8:33.36 | 2                | Китай (CHN)          | Лі Бінцзє Ван Цзяньцзяхе               |
| Олімпійський кваліфікаційний норматив — 8:33.36 | 2                | Німеччина (GER)      | Ізабель Марі Ґозе Сара Келер           |
| Олімпійський кваліфікаційний норматив — 8:33.36 | 2                | Італія (ITA)         | Мартіна Караміньйолі Сімона Квадарелла |
| Олімпійський кваліфікаційний норматив — 8:33.36 | 2                | Японія (JPN)         | Вака Коборі Мію Намба                  |
| Олімпійський кваліфікаційний норматив — 8:33.36 | 2                | Росія (RUS)          | Анна Єгорова Анастасія Кирпичникова    |
| Олімпійський кваліфікаційний норматив — 8:33.36 | 2                | Іспанія (ESP)        | Мірея Бельмонте Хімена Перес           |
| Олімпійський кваліфікаційний норматив — 8:33.36 | 2                | Туреччина (TUR)      | Деніз Ертан Мерве Тунджель             |
| Олімпійський кваліфікаційний норматив — 8:33.36 | 2                | США (USA)            | Кейті Ґраймс Кейті Ледекі              |
| Олімпійський кваліфікаційний норматив — 8:33.36 | 1                | Аргентина (ARG)      | Дельфіна Піньятьєло                    |
| Олімпійський кваліфікаційний норматив — 8:33.36 | 1                | Австрія (AUT)        | Марлене Калер                          |
| Олімпійський кваліфікаційний норматив — 8:33.36 | 1                | Канада (CAN)         | Саммер Макінтош                        |
| Олімпійський кваліфікаційний норматив — 8:33.36 | 1                | Угорщина (HUN)       | Айна Кешей                             |
| Олімпійський кваліфікаційний норматив — 8:33.36 | 1                | Ліхтенштейн (LIE)    | Юлія Гасслер                           |
| Олімпійський кваліфікаційний норматив — 8:33.36 | 1                | Португалія (POR)     | Таміла Голуб                           |
| Норматив олімпійського відбору — 8:48.76        | 1                | Бразилія (BRA)       | Вівіане Жунгблут[a]                    |
| Норматив олімпійського відбору — 8:48.76        | 1                | Чилі (CHI)           | Крістел Кобріх[a]                      |
| Норматив олімпійського відбору — 8:48.76        | 1                | Нова Зеландія (NZL)  | Їв Томас[a]                            |
| Норматив олімпійського відбору — 8:48.76        | 1                | Словенія (SLO)       | Катя Файн[a]                           |
| Норматив олімпійського відбору — 8:48.76        | 1                | Південна Корея (KOR) | Хан Та Кьон[a]                         |
| Норматив олімпійського відбору — 8:48.76        | 1                | В'єтнам (VIE)        | Нгуєн Тхі Ань Вьєн[b]                  |
| Запрошення                                      | 1                | Мальта (MLT)         | Саша Гатт[c]                           |
| Запрошення                                      | 1                | Сан-Марино (SMR)     | Аріанна Валлоні[c]                     |
| Загалом                                         | 31               |                      |                                        |

#### 1500 метрів вільним стилем (жінки)
| Кваліфікаційний стандарт                         | К-ть спортсменок | НОК                  | Спортсменки, що кваліфікувались        |
| ------------------------------------------------ | ---------------- | -------------------- | -------------------------------------- |
| Олімпійський кваліфікаційний норматив — 16:32.04 | 2                | Австралія (AUS)      | Медді Ґоф Кіа Мелвертон                |
| Олімпійський кваліфікаційний норматив — 16:32.04 | 2                | Бразилія (BRA)       | Беатріс Дізотті Вівіане Жунгблут       |
| Олімпійський кваліфікаційний норматив — 16:32.04 | 2                | Китай (CHN)          | Лі Бінцзє Ван Цзяньцзяхе               |
| Олімпійський кваліфікаційний норматив — 16:32.04 | 2                | Німеччина (GER)      | Сара Келер Селін Рідер                 |
| Олімпійський кваліфікаційний норматив — 16:32.04 | 2                | Угорщина (HUN)       | Айна Кешей Вікторія Міхайварі-Фаркаш   |
| Олімпійський кваліфікаційний норматив — 16:32.04 | 2                | Італія (ITA)         | Мартіна Караміньйолі Сімона Квадарелла |
| Олімпійський кваліфікаційний норматив — 16:32.04 | 2                | Нова Зеландія (NZL)  | Гейлі Макінтош Їв Томас                |
| Олімпійський кваліфікаційний норматив — 16:32.04 | 2                | Португалія (POR)     | Діана Дурайнш Таміла Голуб             |
| Олімпійський кваліфікаційний норматив — 16:32.04 | 2                | Іспанія (ESP)        | Мірея Бельмонте Хімена Перес           |
| Олімпійський кваліфікаційний норматив — 16:32.04 | 2                | Туреччина (TUR)      | Беріл Бьоджеклер Мерве Тунджель        |
| Олімпійський кваліфікаційний норматив — 16:32.04 | 2                | США (USA)            | Кейті Ледекі Еріка Салліван            |
| Олімпійський кваліфікаційний норматив — 16:32.04 | 1                | Аргентина (ARG)      | Дельфіна Піньятьєло                    |
| Олімпійський кваліфікаційний норматив — 16:32.04 | 1                | Австрія (AUT)        | Марлене Калер                          |
| Олімпійський кваліфікаційний норматив — 16:32.04 | 1                | Канада (CAN)         | Катріна Белліо                         |
| Олімпійський кваліфікаційний норматив — 16:32.04 | 1                | Чилі (CHI)           | Крістел Кобріх                         |
| Олімпійський кваліфікаційний норматив — 16:32.04 | 1                | Данія (DEN)          | Гелена Росендаль Бах                   |
| Олімпійський кваліфікаційний норматив — 16:32.04 | 1                | Ліхтенштейн (LIE)    | Юлія Гасслер                           |
| Олімпійський кваліфікаційний норматив — 16:32.04 | 1                | Росія (RUS)          | Анастасія Кирпичникова                 |
| Олімпійський кваліфікаційний норматив — 16:32.04 | 1                | Словенія (SLO)       | Катя Файн                              |
| Олімпійський кваліфікаційний норматив — 16:32.04 | 1                | Південна Корея (KOR) | Хан Та Кьон                            |
| Норматив олімпійського відбору — 17:01.80        | 1                | Сан-Марино (SMR)     | Аріанна Валлоні[b]                     |
| Загалом                                          | 32               |                      |                                        |

#### 100 метрів на спині (жінки)
| Кваліфікаційний стандарт                        | К-ть спортсменок | НОК                            | Спортсменки, що кваліфікувались |
| ----------------------------------------------- | ---------------- | ------------------------------ | ------------------------------- |
| Олімпійський кваліфікаційний норматив — 1:00.25 | 2                | Австралія (AUS)                | Кейлі Маккіон Емілі Сібом       |
| Олімпійський кваліфікаційний норматив — 1:00.25 | 2                | Канада (CAN)                   | Кайлі Масс Тейлор Рак           |
| Олімпійський кваліфікаційний норматив — 1:00.25 | 2                | Китай (CHN)                    | Чень Цзє Пен Сюйвей             |
| Олімпійський кваліфікаційний норматив — 1:00.25 | 2                | Велика Британія (GBR)          | Кетлін Доусон Кассі Вайлд       |
| Олімпійський кваліфікаційний норматив — 1:00.25 | 2                | Нідерланди (NED)               | Кіра Туссен Маайке де-Ваард     |
| Олімпійський кваліфікаційний норматив — 1:00.25 | 2                | Росія (RUS)                    | Анастасія Зуєва Марія Камєнєва  |
| Олімпійський кваліфікаційний норматив — 1:00.25 | 2                | Швеція (SWE)                   | Мішель Колеман Луїс Ганссон     |
| Олімпійський кваліфікаційний норматив — 1:00.25 | 2                | США (USA)                      | Реган Сміт Раян Вайт            |
| Олімпійський кваліфікаційний норматив — 1:00.25 | 1                | Білорусь (BLR)                 | Анастасія Шкурдай               |
| Олімпійський кваліфікаційний норматив — 1:00.25 | 1                | Чехія (CZE)                    | Сімона Кубова                   |
| Олімпійський кваліфікаційний норматив — 1:00.25 | 1                | Франція (FRA)                  | Беріль Гастальделло             |
| Олімпійський кваліфікаційний норматив — 1:00.25 | 1                | Німеччина (GER)                | Лаура Рідеманн                  |
| Олімпійський кваліфікаційний норматив — 1:00.25 | 1                | Гонконг (HKG)                  | Стефані Ау                      |
| Олімпійський кваліфікаційний норматив — 1:00.25 | 1                | Угорщина (HUN)                 | Каталін Буріан                  |
| Олімпійський кваліфікаційний норматив — 1:00.25 | 1                | Ірландія (IRL)                 | Деніелл Гілл                    |
| Олімпійський кваліфікаційний норматив — 1:00.25 | 1                | Італія (ITA)                   | Маргеріта Панцієра              |
| Олімпійський кваліфікаційний норматив — 1:00.25 | 1                | Японія (JPN)                   | Конісі Анна                     |
| Олімпійський кваліфікаційний норматив — 1:00.25 | 1                | Норвегія (NOR)                 | Інґеборґ Лейнінґ                |
| Олімпійський кваліфікаційний норматив — 1:00.25 | 1                | Південна Корея (KOR)           | Лі Ин Чі                        |
| Норматив олімпійського відбору — 1:02.06        | 1                | Австрія (AUT)                  | Лена Ґрабовскі[a]               |
| Норматив олімпійського відбору — 1:02.06        | 1                | Колумбія (COL)                 | Ісабелла Арсілья[b]             |
| Норматив олімпійського відбору — 1:02.06        | 1                | Сальвадор (ESA)                | Селіна Маркес[b]                |
| Норматив олімпійського відбору — 1:02.06        | 1                | Фінляндія (FIN)                | Мімоза Джаллоу                  |
| Норматив олімпійського відбору — 1:02.06        | 1                | Молдова (MDA)                  | Татьяна Салкуцан[a]             |
| Норматив олімпійського відбору — 1:02.06        | 1                | Нова Зеландія (NZL)            | Алі Ґілієр[a]                   |
| Норматив олімпійського відбору — 1:02.06        | 1                | Україна (UKR)                  | Дарина Зевіна[a]                |
| Запрошення                                      | 1                | Барбадос (BAR)                 | Даніель Тітус                   |
| Запрошення                                      | 1                | Домініканська Республіка (DOM) | Крістал Лара[c]                 |
| Запрошення                                      | 1                | Гренада (GRN)                  | Кімберлі Інс                    |
| Запрошення                                      | 1                | Індія (IND)                    | Маана Пател                     |
| Запрошення                                      | 1                | Казахстан (KAZ)                | Діана Назарова                  |
| Запрошення                                      | 1                | Перу (PER)                     | Маккенна Дебевер[c]             |
| Запрошення                                      | 1                | Сейшельські Острови (SEY)      | Фелісіті Пассон[c]              |
| Запрошення                                      | 1                | Зімбабве (ZIM)                 | Доната Катай                    |
| Загалом                                         | 44               |                                |                                 |

#### 200 метрів на спині (жінки)
| Кваліфікаційний стандарт                        | К-ть спортсменок | НОК                            | Спортсменки, що кваліфікувались |
| ----------------------------------------------- | ---------------- | ------------------------------ | ------------------------------- |
| Олімпійський кваліфікаційний норматив — 2:10.39 | 2                | Австралія (AUS)                | Кейлі Маккіон Емілі Сібом       |
| Олімпійський кваліфікаційний норматив — 2:10.39 | 2                | Канада (CAN)                   | Кайлі Масс Тейлор Рак           |
| Олімпійський кваліфікаційний норматив — 2:10.39 | 2                | Китай (CHN)                    | Лю Ясінь Пен Сюйвей             |
| Олімпійський кваліфікаційний норматив — 2:10.39 | 2                | Велика Британія (GBR)          | Кетлін Доусон Кассі Вайлд       |
| Олімпійський кваліфікаційний норматив — 2:10.39 | 2                | Угорщина (HUN)                 | Каталін Буріан Катінка Хоссу    |
| Олімпійський кваліфікаційний норматив — 2:10.39 | 2                | Нідерланди (NED)               | Кіра Туссен Шарон ван Раувендал |
| Олімпійський кваліфікаційний норматив — 2:10.39 | 2                | США (USA)                      | Фебе Бейкон Раян Вайт           |
| Олімпійський кваліфікаційний норматив — 2:10.39 | 1                | Австрія (AUT)                  | Лена Ґрабовскі                  |
| Олімпійський кваліфікаційний норматив — 2:10.39 | 1                | Італія (ITA)                   | Маргеріта Панцієра              |
| Олімпійський кваліфікаційний норматив — 2:10.39 | 1                | Молдова (MDA)                  | Татьяна Салкуцан                |
| Олімпійський кваліфікаційний норматив — 2:10.39 | 1                | Нова Зеландія (NZL)            | Алі Ґілієр                      |
| Олімпійський кваліфікаційний норматив — 2:10.39 | 1                | Польща (POL)                   | Лаура Бернат                    |
| Олімпійський кваліфікаційний норматив — 2:10.39 | 1                | Росія (RUS)                    | Дарія Устінова                  |
| Олімпійський кваліфікаційний норматив — 2:10.39 | 1                | Південна Корея (KOR)           | Лі Ин Чі                        |
| Олімпійський кваліфікаційний норматив — 2:10.39 | 1                | Іспанія (ESP)                  | Афріка Саморано Санс            |
| Олімпійський кваліфікаційний норматив — 2:10.39 | 1                | Україна (UKR)                  | Дарина Зевіна                   |
| Норматив олімпійського відбору — 2:14.30        | 1                | Чехія (CZE)                    | Сімона Кубова[a]                |
| Норматив олімпійського відбору — 2:14.30        | 1                | Домініканська Республіка (DOM) | Крістал Лара[b]                 |
| Норматив олімпійського відбору — 2:14.30        | 1                | Сальвадор (ESA)                | Селіна Маркес[b]                |
| Норматив олімпійського відбору — 2:14.30        | 1                | Ізраїль (ISR)                  | Авів Барзелай                   |
| Норматив олімпійського відбору — 2:14.30        | 1                | Норвегія (NOR)                 | Інґеборґ Лейнінґ[b]             |
| Норматив олімпійського відбору — 2:14.30        | 1                | Сейшельські Острови (SEY)      | Фелісіті Пассон[b]              |
| Загалом                                         | 30               |                                |                                 |

#### 100 метрів брасом (жінки)
| Кваліфікаційний стандарт                        | К-ть спортсменок | НОК                                | Спортсменки, що кваліфікувались  |
| ----------------------------------------------- | ---------------- | ---------------------------------- | -------------------------------- |
| Олімпійський кваліфікаційний норматив — 1:07.07 | 2                | Австралія (AUS)                    | Джессіка Гансен Челсі Годжес     |
| Олімпійський кваліфікаційний норматив — 1:07.07 | 2                | Канада (CAN)                       | К'єра Сміт Келсі Воґ             |
| Олімпійський кваліфікаційний норматив — 1:07.07 | 2                | Велика Британія (GBR)              | Моллі Реншов Сара Вейсі          |
| Олімпійський кваліфікаційний норматив — 1:07.07 | 2                | Італія (ITA)                       | Мартіна Карраро Бенедетта Пілато |
| Олімпійський кваліфікаційний норматив — 1:07.07 | 2                | Японія (JPN)                       | Аокі Реона Ватанабе Канако       |
| Олімпійський кваліфікаційний норматив — 1:07.07 | 2                | Росія (RUS)                        | Євгенія Чикунова Юлія Єфімова    |
| Олімпійський кваліфікаційний норматив — 1:07.07 | 2                | Швеція (SWE)                       | Емеліє Фаст Софі Ханссон         |
| Олімпійський кваліфікаційний норматив — 1:07.07 | 2                | США (USA)                          | Лідія Джейкобі Ліллі Кінг        |
| Олімпійський кваліфікаційний норматив — 1:07.07 | 1                | Аргентина (ARG)                    | Хулія Себастьян                  |
| Олімпійський кваліфікаційний норматив — 1:07.07 | 1                | Білорусь (BLR)                     | Аліна Змушко                     |
| Олімпійський кваліфікаційний норматив — 1:07.07 | 1                | Бельгія (BEL)                      | Фанні Леклюїз                    |
| Олімпійський кваліфікаційний норматив — 1:07.07 | 1                | Китай (CHN)                        | Тан Цяньтін                      |
| Олімпійський кваліфікаційний норматив — 1:07.07 | 1                | Естонія (EST)                      | Енелі Єфімова                    |
| Олімпійський кваліфікаційний норматив — 1:07.07 | 1                | Фінляндія (FIN)                    | Іда Гулкко                       |
| Олімпійський кваліфікаційний норматив — 1:07.07 | 1                | Ірландія (IRL)                     | Мона Макшеррі                    |
| Олімпійський кваліфікаційний норматив — 1:07.07 | 1                | Ізраїль (ISR)                      | Анастасія Горбенко               |
| Олімпійський кваліфікаційний норматив — 1:07.07 | 1                | Ямайка (JAM)                       | Алія Аткінсон                    |
| Олімпійський кваліфікаційний норматив — 1:07.07 | 1                | Нідерланди (NED)                   | Тес Схаутен                      |
| Олімпійський кваліфікаційний норматив — 1:07.07 | 1                | ПАР (RSA)                          | Татьяна Шенмейкер                |
| Олімпійський кваліфікаційний норматив — 1:07.07 | 1                | Іспанія (ESP)                      | Джессіка Валь                    |
| Олімпійський кваліфікаційний норматив — 1:07.07 | 1                | Швейцарія (SUI)                    | Ліза Маміє                       |
| Норматив олімпійського відбору — 1:09.08        | 1                | Болгарія (BUL)                     | Діана Петкова[a]                 |
| Норматив олімпійського відбору — 1:09.08        | 1                | Хорватія (CRO)                     | Ема Раїч[b]                      |
| Норматив олімпійського відбору — 1:09.08        | 1                | Німеччина (GER)                    | Анна Елендт                      |
| Норматив олімпійського відбору — 1:09.08        | 1                | Литва (LTU)                        | Котрина Тетеревкова[b]           |
| Норматив олімпійського відбору — 1:09.08        | 1                | Малайзія (MAS)                     | Фі Джінк Ен[b]                   |
| Норматив олімпійського відбору — 1:09.08        | 1                | Мексика (MEX)                      | Мелісса Родрігес[b]              |
| Запрошення                                      | 1                | Американське Самоа (ASA)           | Тілалі Сканлан                   |
| Запрошення                                      | 1                | Кабо-Верде (CPV)                   | Джейла Піна                      |
| Запрошення                                      | 1                | Острови Кука (COK)                 | Кірстен Фішер-Марстерс           |
| Запрошення                                      | 1                | Федеративні Штати Мікронезії (FSM) | Таеянна Адамс                    |
| Запрошення                                      | 0                | Гвінея (GUI)                       | Маріама Туре                     |
| Запрошення                                      | 1                | Гаїті (HAI)                        | Емілі Ґран'П'єрр                 |
| Запрошення                                      | 1                | Мальдіви (MDV)                     | Айшат Саджина                    |
| Запрошення                                      | 1                | Маврикій (MRI)                     | Алісія Кок Шун                   |
| Запрошення                                      | 1                | Монако (MON)                       | Клаудія Вердіно                  |
| Запрошення                                      | 1                | Панама (PAN)                       | Емілі Сантос                     |
| Запрошення                                      | 1                | Словаччина (SVK)                   | Андреа Подманікова[c]            |
| Запрошення                                      | 1                | Туркменістан (TKM)                 | Дарія Семьонова                  |
| Запрошення                                      | 1                | Ємен (YEM)                         | Нуран Ба-Матраф                  |
| Загалом                                         | 47               |                                    |                                  |

#### 200 метрів брасом (жінки)
| Кваліфікаційний стандарт                        | К-ть спортсменок | НОК                   | Спортсменки, що кваліфікувались  |
| ----------------------------------------------- | ---------------- | --------------------- | -------------------------------- |
| Олімпійський кваліфікаційний норматив — 2:25.52 | 2                | Австралія (AUS)       | Еббі Гаркін Дженна Страуч        |
| Олімпійський кваліфікаційний норматив — 2:25.52 | 2                | Канада (CAN)          | Сідні Пікрем Келсі Воґ           |
| Олімпійський кваліфікаційний норматив — 2:25.52 | 2                | Велика Британія (GBR) | Моллі Реншов Еббі Вуд            |
| Олімпійський кваліфікаційний норматив — 2:25.52 | 2                | Росія (RUS)           | Євгенія Чикунова Марія Темникова |
| Олімпійський кваліфікаційний норматив — 2:25.52 | 2                | ПАР (RSA)             | Кейлін Корбетт Татьяна Шенмейкер |
| Олімпійський кваліфікаційний норматив — 2:25.52 | 2                | Іспанія (ESP)         | Маріна Гарсія Джессіка Валь      |
| Олімпійський кваліфікаційний норматив — 2:25.52 | 2                | США (USA)             | Ліллі Кінг Енні Лейзор           |
| Олімпійський кваліфікаційний норматив — 2:25.52 | 1                | Аргентина (ARG)       | Хулія Себастьян                  |
| Олімпійський кваліфікаційний норматив — 2:25.52 | 1                | Білорусь (BLR)        | Аліна Змушко                     |
| Олімпійський кваліфікаційний норматив — 2:25.52 | 1                | Бельгія (BEL)         | Фанні Леклюїз                    |
| Олімпійський кваліфікаційний норматив — 2:25.52 | 1                | Китай (CHN)           | Юй Цзін'яо                       |
| Олімпійський кваліфікаційний норматив — 2:25.52 | 1                | Чехія (CZE)           | Крістина Горська                 |
| Олімпійський кваліфікаційний норматив — 2:25.52 | 1                | Угорщина (HUN)        | Естер Бекеші                     |
| Олімпійський кваліфікаційний норматив — 2:25.52 | 1                | Італія (ITA)          | Франческа Фанджо                 |
| Олімпійський кваліфікаційний норматив — 2:25.52 | 1                | Японія (JPN)          | Ватанабе Канако                  |
| Олімпійський кваліфікаційний норматив — 2:25.52 | 1                | Швеція (SWE)          | Софі Ханссон                     |
| Олімпійський кваліфікаційний норматив — 2:25.52 | 1                | Швейцарія (SUI)       | Ліза Маміє                       |
| Норматив олімпійського відбору — 2:29.89        | 1                | Естонія (EST)         | Енелі Єфімова[a]                 |
| Норматив олімпійського відбору — 2:29.89        | 1                | Ірландія (IRL)        | Мона Макшеррі[a]                 |
| Норматив олімпійського відбору — 2:29.89        | 1                | Литва (LTU)           | Котрина Тетеревкова[b]           |
| Норматив олімпійського відбору — 2:29.89        | 1                | Мексика (MEX)         | Мелісса Родрігес[b]              |
| Норматив олімпійського відбору — 2:29.89        | 1                | Словаччина (SVK)      | Андреа Подманікова[b]            |
| Запрошення                                      | 1                | Малайзія (MAS)        | Фі Джінк Ен[c]                   |
| Запрошення                                      | 1                | Мальдіви (MDV)        | Айшат Саджина                    |
| Загалом                                         | 31               |                       |                                  |

#### 100 метрів батерфляєм (жінки)
| Кваліфікаційний стандарт                      | К-ть спортсменок | НОК                        | Спортсменки, що кваліфікувались |
| --------------------------------------------- | ---------------- | -------------------------- | ------------------------------- |
| Олімпійський кваліфікаційний норматив — 57.92 | 2                | Австралія (AUS)            | Емма Маккеон Бріанна Тросселл   |
| Олімпійський кваліфікаційний норматив — 57.92 | 2                | Канада (CAN)               | Меґґі Мак-Ніл Кетрін Савард     |
| Олімпійський кваліфікаційний норматив — 57.92 | 2                | Італія (ITA)               | Іларія Біанкі Елена Ді Ліддо    |
| Олімпійський кваліфікаційний норматив — 57.92 | 2                | Росія (RUS)                | Світлана Чімрова Аріна Суркова  |
| Олімпійський кваліфікаційний норматив — 57.92 | 2                | Швеція (SWE)               | Луїс Ганссон Сара Шестрем       |
| Олімпійський кваліфікаційний норматив — 57.92 | 2                | США (USA)                  | Клер Курзан Торрі Гаск          |
| Олімпійський кваліфікаційний норматив — 57.92 | 1                | Білорусь (BLR)             | Анастасія Шкурдай               |
| Олімпійський кваліфікаційний норматив — 57.92 | 1                | Боснія і Герцеговина (BIH) | Лана Пудар                      |
| Олімпійський кваліфікаційний норматив — 57.92 | 1                | Китай (CHN)                | Чжан Юйфей                      |
| Олімпійський кваліфікаційний норматив — 57.92 | 1                | Данія (DEN)                | Емілі Бекманн                   |
| Олімпійський кваліфікаційний норматив — 57.92 | 1                | Єгипет (EGY)               | Фаріда Осман                    |
| Олімпійський кваліфікаційний норматив — 57.92 | 1                | Франція (FRA)              | Марі Ваттель                    |
| Олімпійський кваліфікаційний норматив — 57.92 | 1                | Велика Британія (GBR)      | Гаррієт Джонс                   |
| Олімпійський кваліфікаційний норматив — 57.92 | 1                | Греція (GRE)               | Анна Нтунтунакі                 |
| Олімпійський кваліфікаційний норматив — 57.92 | 1                | ПАР (RSA)                  | Ерін Галлагер                   |
| Норматив олімпійського відбору — 59.66        | 1                | Угорщина (HUN)             | Шебештьєн Далма[a]              |
| Норматив олімпійського відбору — 59.66        | 1                | Ірландія (IRL)             | Еллен Валш[a]                   |
| Норматив олімпійського відбору — 59.66        | 1                | Ізраїль (ISR)              | Анастасія Горбенко[a]           |
| Норматив олімпійського відбору — 59.66        | 1                | Філіппіни (PHI)            | Ремеді Руле[b]                  |
| Норматив олімпійського відбору — 59.66        | 1                | Південна Корея (KOR)       | Ан Се Хьон                      |
| Запрошення                                    | 1                | Азербайджан (AZE)          | Мар'ям Шейхалізаде              |
| Запрошення                                    | 1                | Парагвай (PAR)             | Луана Алонсо                    |
| Запрошення                                    | 1                | Пуерто-Рико (PUR)          | Міріам Шіген[c]                 |
| Запрошення                                    | 1                | Шрі-Ланка (SRI)            | Аніка Гаффур                    |
| Запрошення                                    | 1                | Венесуела (VEN)            | Хесерік Пінто[c]                |
| Invitational Places                           | 1                | Збірна біженців (ROT)      | Юсра Мардіні                    |
| Загалом                                       | 42               |                            |                                 |

#### 200 метрів батерфляєм (жінки)
| Кваліфікаційний стандарт                        | К-ть спортсменок | НОК                   | Спортсменки, що кваліфікувались |
| ----------------------------------------------- | ---------------- | --------------------- | ------------------------------- |
| Олімпійський кваліфікаційний норматив — 2:08.43 | 2                | Китай (CHN)           | Юй Ліянь Чжан Юйфей             |
| Олімпійський кваліфікаційний норматив — 2:08.43 | 2                | Велика Британія (GBR) | Лора Стівенс Еліс Томас         |
| Олімпійський кваліфікаційний норматив — 2:08.43 | 2                | Угорщина (HUN)        | Катінка Хоссу Богларка Капаш    |
| Олімпійський кваліфікаційний норматив — 2:08.43 | 2                | США (USA)             | Галі Флікінджер Реган Сміт      |
| Олімпійський кваліфікаційний норматив — 2:08.43 | 1                | Австралія (AUS)       | Бріанна Тросселл                |
| Олімпійський кваліфікаційний норматив — 2:08.43 | 1                | Німеччина (GER)       | Франциска Хентке                |
| Олімпійський кваліфікаційний норматив — 2:08.43 | 1                | Японія (JPN)          | Хасеґава Судзука                |
| Олімпійський кваліфікаційний норматив — 2:08.43 | 1                | Португалія (POR)      | Ана Монтейру                    |
| Олімпійський кваліфікаційний норматив — 2:08.43 | 1                | Росія (RUS)           | Світлана Чімрова                |
| Норматив олімпійського відбору — 2:12.28        | 1                | Данія (DEN)           | Гелена Росендаль Бах[a]         |
| Норматив олімпійського відбору — 2:12.28        | 1                | Філіппіни (PHI)       | Ремеді Руле[b]                  |
| Норматив олімпійського відбору — 2:12.28        | 1                | Туреччина (TUR)       | Дефне Тач'їлдиз                 |
| Запрошення                                      | 1                | Гондурас (HON)        | Хулімар Авіла                   |
| Загалом                                         | 17               |                       |                                 |

#### 200 метрів комплексом (жінки)
| Кваліфікаційний стандарт                        | К-ть спортсменок | НОК                   | Спортсменки, що кваліфікувались |
| ----------------------------------------------- | ---------------- | --------------------- | ------------------------------- |
| Олімпійський кваліфікаційний норматив — 2:12.56 | 2                | Канада (CAN)          | Бейлі Ендісон Сідні Пікрем      |
| Олімпійський кваліфікаційний норматив — 2:12.56 | 2                | Китай (CHN)           | Чень Сіньї Юй Їтін              |
| Олімпійський кваліфікаційний норматив — 2:12.56 | 2                | Франція (FRA)         | Сірьєль Дюамель Фантін Лезаффр  |
| Олімпійський кваліфікаційний норматив — 2:12.56 | 2                | Велика Британія (GBR) | Алісія Вілсон Еббі Вуд          |
| Олімпійський кваліфікаційний норматив — 2:12.56 | 2                | Угорщина (HUN)        | Катінка Хоссу Шебештьєн Далма   |
| Олімпійський кваліфікаційний норматив — 2:12.56 | 2                | Італія (ITA)          | Іларія Кузінато Сара Франческі  |
| Олімпійський кваліфікаційний норматив — 2:12.56 | 2                | Японія (JPN)          | Охасі Юї Терамура Міхо          |
| Олімпійський кваліфікаційний норматив — 2:12.56 | 2                | США (USA)             | Кейт Дуглас Александра Волш     |
| Олімпійський кваліфікаційний норматив — 2:12.56 | 0                | Австралія (AUS)       | Кейлі Маккіон                   |
| Олімпійський кваліфікаційний норматив — 2:12.56 | 1                | Болгарія (BUL)        | Діана Петкова                   |
| Олімпійський кваліфікаційний норматив — 2:12.56 | 1                | Ірландія (IRL)        | Еллен Валш                      |
| Олімпійський кваліфікаційний норматив — 2:12.56 | 1                | Ізраїль (ISR)         | Анастасія Горбенко              |
| Олімпійський кваліфікаційний норматив — 2:12.56 | 1                | Південна Корея (KOR)  | Кім Со Йон                      |
| Олімпійський кваліфікаційний норматив — 2:12.56 | 1                | Швейцарія (SUI)       | Марія Уголкова                  |
| Олімпійський кваліфікаційний норматив — 2:12.56 | 1                | Туреччина (TUR)       | Вікторія Зейнеп Гюнеш           |
| Норматив олімпійського відбору — 2:16.54        | 1                | Чехія (CZE)           | Крістина Горська[a]             |
| Норматив олімпійського відбору — 2:16.54        | 1                | Перу (PER)            | Маккенна Дебевер[b]             |
| Норматив олімпійського відбору — 2:16.54        | 1                | Сербія (SRB)          | Аня Цревар[a]                   |
| Норматив олімпійського відбору — 2:16.54        | 1                | ПАР (RSA)             | Ребекка Медер                   |
| Норматив олімпійського відбору — 2:16.54        | 1                | Іспанія (ESP)         | Афріка Саморано Санс[a]         |
| Запрошення                                      | 1                | Уругвай (URU)         | Ніколь Франк                    |
| Загалом                                         | 29               |                       |                                 |

#### 400 метрів комплексом (жінки)
| Кваліфікаційний стандарт                        | К-ть спортсменок | НОК                   | Спортсменки, що кваліфікувались         |
| ----------------------------------------------- | ---------------- | --------------------- | --------------------------------------- |
| Олімпійський кваліфікаційний норматив — 4:38.53 | 2                | Канада (CAN)          | Тесса Чеплуча Сідні Пікрем              |
| Олімпійський кваліфікаційний норматив — 4:38.53 | 2                | Італія (ITA)          | Іларія Кузінато Сара Франческі          |
| Олімпійський кваліфікаційний норматив — 4:38.53 | 2                | Японія (JPN)          | Охасі Юї Таніґава Аґеха                 |
| Олімпійський кваліфікаційний норматив — 4:38.53 | 2                | Угорщина (HUN)        | Катінка Хоссу Вікторія Міхайварі-Фаркаш |
| Олімпійський кваліфікаційний норматив — 4:38.53 | 2                | США (USA)             | Галі Флікінджер Емма Веянт              |
| Олімпійський кваліфікаційний норматив — 4:38.53 | 1                | Китай (CHN)           | Юй Їтін                                 |
| Олімпійський кваліфікаційний норматив — 4:38.53 | 1                | Франція (FRA)         | Фантін Лезаффр                          |
| Олімпійський кваліфікаційний норматив — 4:38.53 | 1                | Велика Британія (GBR) | Еймі Віллмотт                           |
| Олімпійський кваліфікаційний норматив — 4:38.53 | 1                | Сербія (SRB)          | Аня Цревар                              |
| Олімпійський кваліфікаційний норматив — 4:38.53 | 1                | Іспанія (ESP)         | Мірея Бельмонте                         |
| Норматив олімпійського відбору — 4:46.89        | 1                | Аргентина (ARG)       | Вірхінія Бардач                         |
| Норматив олімпійського відбору — 4:46.89        | 1                | Ізраїль (ISR)         | Анастасія Горбенко[a]                   |
| Норматив олімпійського відбору — 4:46.89        | 1                | Словенія (SLO)        | Катя Файн[a]                            |
| Запрошення                                      | 1                | Індонезія (INA)       | Аззахра Перматахані                     |
| Загалом                                         | 19               |                       |                                         |

## Естафетні дисципліни
У кожну дисципліну кваліфікувалося по 16 команд, а загалом — 112.

### Підсумки кваліфікації
| НОК                              | Чоловіки   | Чоловіки   | Чоловіки     | Жінки      | Жінки      | Жінки        | Змішані      | Загалом |
| НОК                              | 4×100 free | 4×200 free | 4×100 medley | 4×100 free | 4×200 free | 4×100 medley | 4×100 medley | Загалом |
| -------------------------------- | ---------- | ---------- | ------------ | ---------- | ---------- | ------------ | ------------ | ------- |
| Австралія (AUS)                  | X          | X          | X            | X          | X          | X            | X            | 7       |
| Білорусь (BLR)                   |            |            | X            |            |            | X            | X            | 3       |
| Бразилія (BRA)                   | X          | X          | X            | X          |            |              | X            | 5       |
| Канада (CAN)                     | X          |            | X            | X          | X          | X            | X            | 6       |
| Китай (CHN)                      |            | X          | X            | X          | X          | X            | X            | 6       |
| Чехія (CZE)                      |            |            |              | X          |            |              |              | 1       |
| Данія (DEN)                      |            |            |              | X          |            |              |              | 1       |
| Фінляндія (FIN)                  |            |            |              |            |            | X            |              | 1       |
| Франція (FRA)                    | X          | X          | X            | X          | X          |              |              | 5       |
| Німеччина (GER)                  | X          | X          | X            | X          | X          | X            | X            | 7       |
| Велика Британія (GBR)            | X          | X          | X            | X          | X          | X            | X            | 7       |
| Греція (GRE)                     | X          |            | X            |            |            |              | X            | 3       |
| Гонконг (HKG)                    |            |            |              | X          | X          | X            |              | 3       |
| Угорщина (HUN)                   | X          | X          | X            |            | X          |              | X            | 5       |
| Ірландія (IRL)                   |            | X          |              |            |            |              |              | 1       |
| Ізраїль (ISR)                    |            | X          |              |            | X          |              | X            | 3       |
| Італія (ITA)                     | X          | X          | X            |            | X          | X            | X            | 6       |
| Японія (JPN)                     | X          | X          | X            | X          | X          | X            | X            | 7       |
| Литва (LTU)                      |            |            | X            |            |            |              |              | 1       |
| Нідерланди (NED)                 | X          |            |              | X          |            | X            | X            | 4       |
| Нова Зеландія (NZL)              |            |            |              |            | X          |              |              | 1       |
| Польща (POL)                     | X          | X          | X            | X          | X          |              | X            | 6       |
| Олімпійський комітет Росії (ROC) | X          | X          | X            | X          | X          | X            | X            | 7       |
| Сербія (SRB)                     | X          |            |              |            |            |              |              | 1       |
| ПАР (RSA)                        |            |            |              |            |            | X            |              | 1       |
| Південна Корея (KOR)             |            | X          |              |            | X          |              |              | 2       |
| Швеція (SWE)                     |            |            |              | X          |            | X            |              | 2       |
| Швейцарія (SUI)                  | X          | X          |              |            |            | X            |              | 3       |
| США (USA)                        | X          | X          | X            | X          | X          | X            | X            | 7       |
| Загалом: 29 НОК                  | 16         | 16         | 16           | 16         | 16         | 16           | 16           |         |

### естафета 4x100 метрів вільним стилем (чоловіки)
| Кваліфікаційне змагання                  | Кількість команд | Команди, що кваліфікувались |
| ---------------------------------------- | ---------------- | --- |
| Чемпіонат світу 2019                     | 12               | США (USA) Велика Британія (GBR) Росія (RUS) Австралія (AUS) Італія (ITA) Бразилія (BRA) Франція (FRA) Угорщина (HUN) Японія (JPN) Греція (GRE) Німеччина (GER) Польща (POL) |
| Найкращі часи тих, що не кваліфікувались | 4                | Канада (CAN) Швейцарія (SUI) Сербія (SRB) Нідерланди (NED) |
| Загалом                                  | 16               | |

### Естафета 4x200 метрів вільним стилем (чоловіки)
| Кваліфікаційні змагання                  | Кількість команд | Команди, що кваліфікувались |
| ---------------------------------------- | ---------------- | --- |
| Чемпіонат світу 2019                     | 12               | Італія (ITA) Росія (RUS) США (USA) Австралія (AUS) Китай (CHN) Бразилія (BRA) Велика Британія (GBR) Німеччина (GER) Японія (JPN) Ізраїль (ISR) Польща (POL) Швейцарія (SUI) |
| Найкращі часи тих, що не кваліфікувались | 4                | Франція (FRA) Угорщина (HUN) Ірландія (IRL) Південна Корея (KOR) |
| Загалом                                  | 16               | |

### естафета 4x100 метрів комплексом (чоловіки)
| Кваліфікаційні змагання                  | Кількість команд | Команди, що кваліфікувались |
| ---------------------------------------- | ---------------- | --- |
| Чемпіонат світу 2019                     | 12               | Росія (RUS) США (USA) Японія (JPN) Велика Британія (GBR) Австралія (AUS) Бразилія (BRA) Китай (CHN) Німеччина (GER) Білорусь (BLR) Канада (CAN) Литва (LTU) Угорщина (HUN) |
| Найкращі часи тих, що не кваліфікувались | 4                | Італія (ITA) Франція (FRA) Польща (POL) Греція (GRE) |
| Загалом                                  | 16               | |

### естафета 4x100 метрів вільним стилем (жінки)
| Кваліфікаційні змагання                  | Кількість команд | Команди, що кваліфікувались |
| ---------------------------------------- | ---------------- | --- |
| Чемпіонат світу 2019                     | 12               | Австралія (AUS) Канада (CAN) Швеція (SWE) США (USA) Японія (JPN) Нідерланди (NED) Китай (CHN) Німеччина (GER) Росія (RUS) Гонконг (HKG) Чехія (CZE) Польща (POL) |
| Найкращі часи тих, що не кваліфікувались | 4                | Велика Британія (GBR) Франція (FRA) Данія (DEN) Бразилія (BRA)                                                                                                   |
| Загалом                                  | 16               | |

### Естафета 4x200 метрів вільним стилем (жінки)
| Кваліфікаційні змагання                  | Кількість команд | Команди, що кваліфікувались |
| ---------------------------------------- | ---------------- | --- |
| Чемпіонат світу 2019                     | 12               | Австралія (AUS) США (USA) Росія (RUS) Китай (CHN) Німеччина (GER) Канада (CAN) Угорщина (HUN) Японія (JPN) Польща (POL) Нова Зеландія (NZL) Гонконг (HKG) Південна Корея (KOR) |
| Найкращі часи тих, що не кваліфікувались | 4                | Велика Британія (GBR) Італія (ITA) Франція (FRA) Ізраїль (ISR) |
| Загалом                                  | 16               | |

### естафета 4x100 метрів комплексом (жінки)
| Кваліфікаційні змагання                  | Кількість команд | Команди, що кваліфікувались |
| ---------------------------------------- | ---------------- | --- |
| Чемпіонат світу 2019                     | 12               | США (USA) Австралія (AUS) Італія (ITA) Канада (CAN) Китай (CHN) Швеція (SWE) Велика Британія (GBR) Японія (JPN) Німеччина (GER) Нідерланди (NED) Швейцарія (SUI) Росія (RUS) |
| Найкращі часи тих, що не кваліфікувались | 4                | Білорусь (BLR) Фінляндія (FIN) Гонконг (HKG) ПАР (RSA) |
| Загалом                                  | 16               | |

### змішана естафета 4x100 метрів комплексом
| Кваліфікаційні змагання                  | Кількість команд | Команди, що кваліфікувались |
| ---------------------------------------- | ---------------- | --- |
| Чемпіонат світу 2019                     | 12               | США (USA) Австралія (AUS) Росія (RUS) Велика Британія (GBR) Канада (CAN) Італія (ITA) Нідерланди (NED) Німеччина (GER) Білорусь (BLR) Ізраїль (ISR) Польща (POL) Угорщина (HUN) |
| Найкращі часи тих, що не кваліфікувались | 4                | Китай (CHN) Японія (JPN) Греція (GRE) Бразилія (BRA) |
| Загалом                                  | 16               | |

## Дисципліни на відкритій воді

### Розклад
| Дисципліна                                             | Дата              | Місце   |
| ------------------------------------------------------ | ----------------- | ------- |
| Чемпіонат світу з водних видів спорту 2019             | 12–28 липня 2019  | Кванджу |
| Олімпійська кваліфікація з марафонського плавання 2021 | 19–20 червня 2021 | Сетубал |
| Перерозподіл невикористаних квот                       |                   | —       |

### марафон 10 кілометрів (чоловіки)
| Кваліфікаційні змагання                                | К-ть спортсменів | Спортсмени, що кваліфікувались |
| ------------------------------------------------------ | ---------------- | --- |
| Чемпіонат світу 2019                                   | 10               | Флоріан Веллброк (GER) Марк-Антуан Олів'є (FRA) Роб Муффельс (GER) Кріштоф Рашовскі (HUN) Джордан Вілімовскі (USA) Грегоріо Пальтріньєрі (ITA) Феррі Вертман (NED) Альберто Мартінес (ESP) Маріо Сандзулло (ITA) Давід Обрі (FRA)              |
| Олімпійська кваліфікація з марафонського плавання 2020 | 11               | Гектор Парду (GBR) Атанасіос Кинігакіс (GRE) Матан Родіті (ISR) Кай Едвардс (AUS) Мінаміде Тайсін (JPN) Тьягу Кампус (POR) Кирило Абросімов (ROC) Давід Фарінанго (ECU) Уссама Меллулі (TUN) Майкл Макґлінн (RSA)° Даніель Дельгадільйо (MEX)^ |
| Континентальна кваліфікація                            | 4                | Матей Козубек (CZE) Хау-Лі Фань (CAN) Філліп Зейдлер (NAM) Вільям Янь Торлі (HKG) |
| Країна-господарка                                      | 0                | — |
| Загалом                                                | 25               | |

° Невикористана квота країни-господарки

^ Невикористана континентальна квота

- В Олімпійській кваліфікації з марафонського плавання 2020 не взяв участі жоден спортсмен Океанії, що мав би право на участь, а це означає, що кваліфікувалися перші 10 місць.

### марафон 10 кілометрів (жінки)
| Кваліфікаційні змагання                                | К-ть спортсменок | Спортсменки, що кваліфікувались |
| ------------------------------------------------------ | ---------------- | --- |
| Чемпіонат світу 2019                                   | 10               | Сінь Сінь (CHN) Гейлі Андерсон (USA) Ракеле Бруні (ITA) Лара Гранжон (FRA) Ана Марсела Куня (BRA) Ешлі Твічелл (USA) Каріна Лі (AUS) Фіннія Вунрам (GER) Леоні Бек (GER) Шарон ван Раувендал (NED)            |
| Олімпійська кваліфікація з марафонського плавання 2020 | 10               | Анна Олас (HUN) Паула Руїс (ESP) Кейт Сандерсон (CAN) Еліс Деерінг (GBR) Анжеліка Андре (POR) Сесілія Б'яджолі (ARG) Анастасія Кирпичникова (ROC) Саманта Аревало (ECU) Шпела Перше (SLO) Мішель Вебер (RSA)^ |
| Континентальна кваліфікація                            | 4                | Суад Черуаті (ALG) Паола Перес (VEN) Христина Панчішко (UKR) Чантал Лю (SGP) |
| Країна-господарка                                      | 1                | Юмі Кіда (JPN) |
| Загалом                                                | 25               | |

^ Невикористана континентальна квота

- В Олімпійській кваліфікації з марафонського плавання 2020 не взяла участі жодна спортсменка Океанії, що мала би право на участь, а це означає, що кваліфікувалися перші 10 місць.